# قادس (سفينة)
القَادِس (الجمع: قوادس) (بالإنجليزية: Galley) هي نوع من السفن المزودة بمجاديف لدفعها حيث نشأت في إقليم البحر المتوسط واستُخدمت في الحرب، والتجارة والقرصنة منذ الألفية الأولى قبل الميلاد. هيمنت القوادس على الحرب البحرية في البحر الأبيض المتوسط منذ القرن الثامن قبل الميلاد وحتى تطوير السفن الحربية الشراعية المتقدمة في القرن السادس عشر. حاربت القوادس في حروب آشور، والفينيقيون القديمة، واليونان، وقرطاج وروما حتى القرن الرابع بعد الميلاد. بعد سقوط الإمبراطورية الرومانية الغربية، شكلت القوادس الدعامة الأساسية للقوات البحرية البيزنطية والقوات البحرية الأخرى لخلفاء الإمبراطورية الرومانية وكذلك لقوات المسلمين البحرية الجديدة. استخدمت دول البحر الأبيض المتوسط في العصور الوسطى، وخاصةً الجمهوريات البحرية الإيطالية، متضمنةً البندقية، وبيزا، وجنوة، القوادس حتى ظهور السفينة البحرية المُستخدمة للمحيطات والتي جعلت القوادس قديمة ومهجورة. تُعد معركة ليبانت واحدةً من أكبر المعارك البحرية التي لعبت فيها القوادس الدور الرئيسي.
كانت القوادس شائعةً حتى تقديم السفن الحربية الشراعية ذات المدافع المنصوبة على جانب السفينة في البحر الأبيض المتوسط في القرن السابع عشر، ولكن ظلت تُستخدَم للأدوار الصغيرة حتى ظهور الدفع البخاري.

## التعريف والمصطلحات
يُشتق المصطلح "Galley" (القادس) من كلمة اليونانية galea، وهو نوع من القوادس البيزنطية الصغيرة. يُعد أصل الكلمة اليونانية غير واضح ولكن يمكن ربطه بكلمة galeos، «كلب البحر؛ قرش صغير». تم توثيق هذا المصطلح في اللغة الإنجليزية منذ عام 1300 وقد تم استخدامه في معظم اللغات الأوروبية حوالي عام 1500 كمصطلحٍ عام للسفن الحربية ذات المجاديف، وخاصةً السفن المُستخدَمة في البحر الأبيض المتوسط منذ أواخر العصور الوسطى فصاعدًا.
لم يتم استخدام مفهوم القادس الموحد إلا فقط منذ القرن السادس عشر. قبل ذلك الوقت، وخاصةً في العصور القديمة، كان هناك مجموعة متنوعة من المصطلحات المُستخدَمة للأنواع المختلفة من القوادس. في الأدب التاريخي الحديث، تُستخدم كلمة «القادس» أحيانًا كمصطلحٍ عام للسفن ذات المجاديف المختلفة، بالرغم من تعريف القادس «الحقيقية» بأنها السفن المنتمية إلى عُرف البحر الأبيض المتوسط. قد استخدم ليونل كاسون، عالم الآثار، مصطلح «القادس» أحيانًا لوصف جميع أنواع الشحن البحري لأوروبا الشمالية في العصور الوسطى المبكرة والمتوسطة، متضمنًا تجار الفايكنج وحتى سفنهم الطويلة المشهورة.
وفي أواخر القرن الثامن عشر، تم استخدام «القادس» في بعض السياقات لوصف السفن المسلحة بالمدافع ذات المجاديف والتي لا تناسب فئة القوادس من طراز البحر الأبيض المتوسط الكلاسيكي. خلال حرب الاستقلال الأمريكية والحروب الأخرى ضد فرنسا وبريطانيا، قامت البحرية الأمريكية ببناء سفنٍ تم وصفها بأنها «قوادس التجديف» أو بشكلٍ أبسط «القوادس»، بالرغم من أنها كانت في الواقع أنواعًا من مراكب شراعية ذات صاريين أو زوارق مدفعية بلطيّة. كان الوصف أكثر من مجرد وصفٍ عن دورهم العسكري، وكان جزئيًا عن التقنيات المُستخدمة في الإدارة والتمويل البحري.

## النشأة
تُعد الزوارق من أوائل المراكب المائية المعروفة وهي مصنوعة من قطع أخشاب مجوفة، وهي أسلاف القوادس. تطلبت هياكل السفن الضيقة التجديف في موضع جلوس ثابت مواجهًا للأمام، وهو شكل أقل كفاءة للدفع من التجديف بمجاديف مناسبةٍ مواجِهةٍ للخلف. صدّقت اكتشافات منحوتات تراكوتا (الطين المحروق جزئيًا) والنماذج الرائدة في إقليم بحر إيجه (Aegean Sea) على المراكب البحرية المُدفوعة بمجاديف منذ الألفية الثالثة قبل الميلاد. ولكن يعتقد علماء الآثار أن استعمار العصر الحجري للجزر في البحر الأبيض المتوسط حول عام 8,000 قبل الميلاد تَطلّب سفنًا كبيرةً إلى حدٍ ما وصالحة للإبحار والتي تم دفعها بمجاديف وربما حتى تم تجهيزها بأشرعة. يأتي الدليل الأول للمراكب الأكثر تعقيدًا، والتي تُعتبر نماذج أولية من القوادس، من مصر القديمة خلال الدولة القديمة (2700-2200 عامًا قبل الميلاد). وتحت حكم الفرعون بيبي الأول (Pepi I) (2332-2283 قبل الميلاد)، استُخدمَت هذه السفن لنقل القوات للإغارة على المستوطنات الموجودة على طول ساحل بلاد الشاموللعودة بالعبيد والأخشاب. خلال فترة حكم حتشبسوت (c. 1479-57 قبل الميلاد)، تاجرت القوادس المصرية في الكماليات في البحر الأحمر مع بلاد بنط (Land of Punt), كما هو مسجل في رسومات الجدران في معبد الموتى لحتشبسوت في الدير البحري.

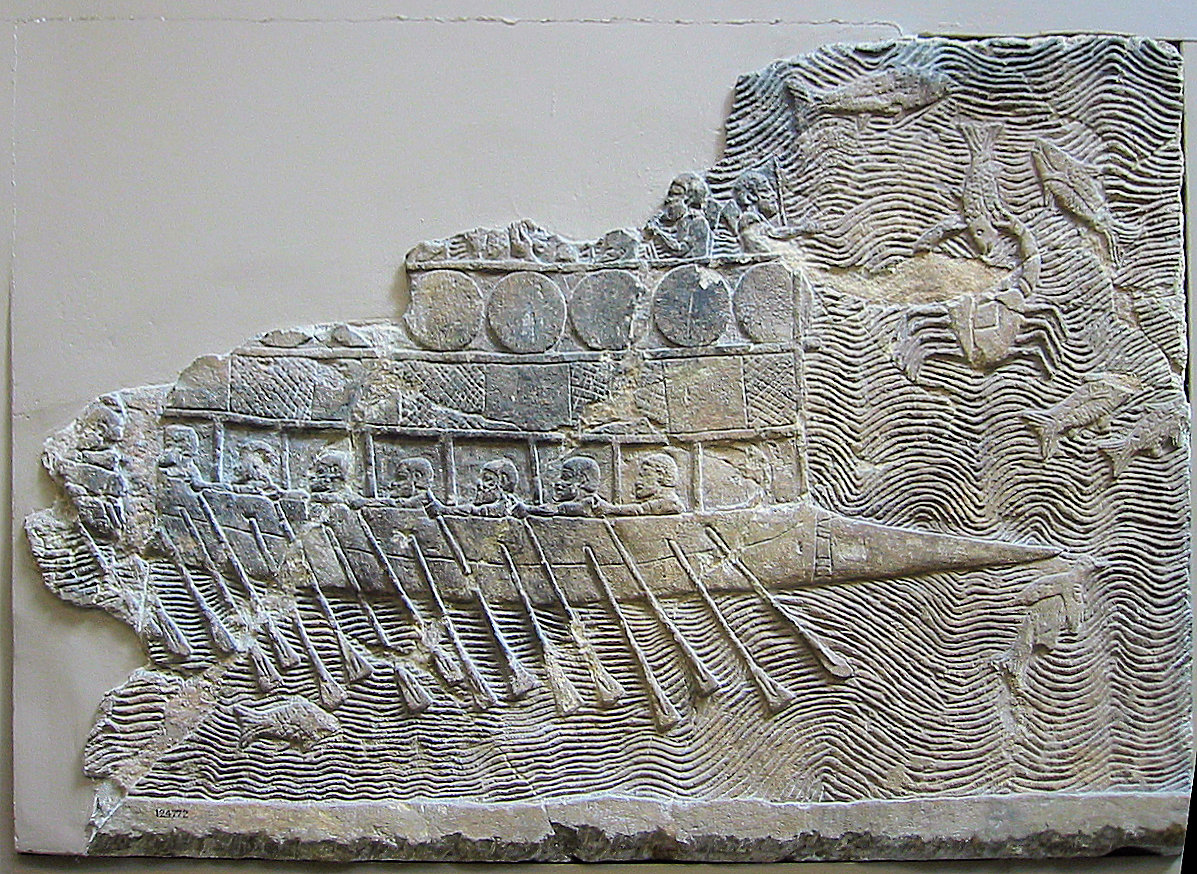
سفينة حرب آشورية، سفينة شراعية كبيرة مزودة بصفين من المجاديف على كل جانب مع مقدمة حادة مدببة. 700 قبل الميلاد

كان بناة السفن، على الأرجح فينيقي، البحارة الذين عاشوا على السواحل الجنوبية والشرقية للبحر الأبيض المتوسط، أول من صنعوا القادس ذا المستويين والذي عُرف على نطاقٍ واسعٍ باسمه اليوناني، biērēs، أوالبيريم (bireme). وبالرغم من أن الفينيقيون كانوا من أهم الحضارات البحرية في العصر القديم، فلم يوجد سوى القليل من الأدلة التفصيلية بشأن أنواع السفن التي استخدموها. تُعتبر أفضل الرسومات التي وُجدت حتى الآن هي صورًا صغيرة، مبسطة للغاية على الأختام التي تصف سفن هلالية الشكل مجهزةً بصارٍ واحد وضفافٍ من المجاديف. أوضحت اللوحات الجصية الجدارية الغنية بالألوان في المستوطنة المينوسية (Minoan) في سانتوريني (Santorini) (c. 1600 قبل الميلاد) بعض الصور الأكثر تفصيلاً لسفن ذات خيام احتفالية على ظهر السفينة في موكب. بعضهم مُزود بمجاديف، بينما هناك آخرون يقوم فيهم الرجال بالتجديف بمشقة منحنين على الأسوار. وقد تم تفسير هذا بأنه تجديد شعائري لأنواع السفن الأكثر قدمًا، في إشارةٍ إلى وقتٍ قبل اختراع التجديف، ولكن لم يُعرف إلا القليل عن استخدام وتصميم السفن المينوسية.

## التاريخ العسكري
ظهرت أول قوادس يونانية في حوالي النصف الثاني من الألفية الثانية قبل الميلاد. في القصيدة الملحمية، الإلياذة، المكتوبة في القرن الثاني عشر قبل الميلاد، استُخدِمَت القوادس التي تحتوي على صفٍ فرديٍ من المُجذّفين في المقام الأول لنقل الجنود من وإلى أرض المعارك المتنوعة. وقعت أول معركة بحرية مسجلة، معركة الدلتا بين المصريين تحت قيادة رمسيس الثالث والتحالف الغامض المعروف باسم شعوب البحر، قديمًا عام 1175 قبل الميلاد. تُعتبر معركة الدلتا هي أول معركة بين قوات مسلحة منظمة، مستخدمةً للسفن البحرية كأسلحة حربية، بالرغم من استخدامها سابقًا كمنصاتٍ للقتال. تميزت بمحاربة أسطولٍ راسٍ قرب الشاطئ مع دعم رّامي السهام البري.

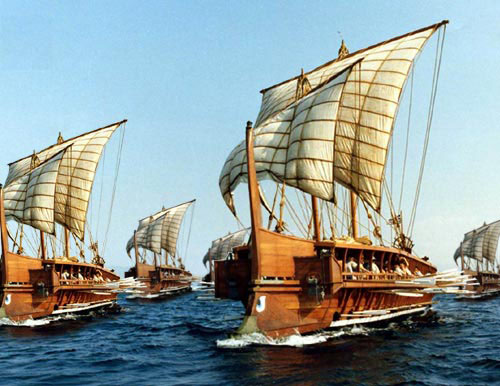
إحياء لسرب القادس اليونانية القديمة القائمة على صورٍ من النسخة الحديثة أوليمبياس (Olympias)

غيّر تطوير الحادة قبل القرن الثامن قبل الميلاد من طبيعة الحرب البحرية، والتي كانت حتى هذا الوقت هي مسألة قتال متقارب على متن السفينة. مع وجود بروزٍ شديدٍ في أسفل مقدمة السفينة، مغلفًا بالمعدن، ويكون عادةً البرونز، يُمكن للسفينة جعل قادس العدو عديم الفائدة عن طريق تحطيم ألواحه الخشبية الجانبية. أصبحت السرعة النسبية وخفة حركة السفينة عنصرًا مهمًا للغاية حيث يُمكن لسفينةٍ سريعةٍ أن تهزم وتُضعِف السفينة الأبطأ منها. احتوت التصاميم القديمة على صفٍ واحدٍ من المجاديف المثبتة على الهياكل التي ليس لها ظهر في اتجاه مساند المجاديف، أو منافذ المجاديف، الموضوعة مباشرةً على طول أسوار السفينة. يبلغ الحد الأقصى العملي لإنشاءات خشبية سريعة ومناورة وكافيةً للحرب من 25 إلى 30 مجدافًا لكل جانب. وبإضافة مستوى آخر من المجاديف، وهو التطوير الذي حدث قبل عام 750 قبل الميلاد، أصبح من الممكن صنع قادس أقصر ذي مجاديف عديدة ولكنها أقوى بدرجةٍ كافيةٍ لتكون أسلحة فعالة على مقدمة السفينة.
احتوت القوادس عادةً على ما بين 15 و30 زوجًا من المجاديف وكانت تُسمى تراياكونتر (triaconter) أو بنتكونتر (penteconter)، وتعني حرفيًا «ثلاثون مجدافًا» و«خمسون مجدافًا»، على التوالي. وفي بداية القرن الثامن قبل الميلاد، أضاف الفينيقيون صفًا ثانيًا من المجاديف لهذه السفن، صانعين سفينةً ثنائية المجاديف. وبعد ذلك، تمت إضافة صف ثالث من المجاديف بإضافة ذراع إسناد لهيكل السفينة ذات الصفين من المجاديف، وهو جزء بارز من جانب السفينة يسمح بمساحةٍ أكبر لإضافة المزيد من المجاديف البارزة. أُطلق على هذه القوادس الجديدة اسم triērēs تعني («ثلاثية التجهيز») باليونانية. أطلق الرومان بعد ذلك على هذا التصميم اسم triremis، سفينة ثلاثية المجاديف، الاسم الأكثر شهرة لها الآن. يُعتقد أن الأنواع القديمة من السفن ثلاثية المجاديف تواجدت في عام 701 قبل الميلاد، ولكن يؤرخ المرجع الأدبي الإيجابي الأحدث تواجدها في عام 542 قبل الميلاد. وفقًا للمؤرخ اليوناني هيرودوت (Herodotos)، حدث أول تصادم بهذه السفن في عام 535 قبل الميلاد حينما حاربت 60 سفينة Phocaean خماسية المجاديف 120 سفينة اتروسكانية وقرطاجية. وفي هذه المناسبة، تم وصفها بأنها ابتكار سمح لـ Phocaeans بهزيمة قوة كبيرة.
حيث أدى ظهور المزيد من الدول المتقدمة والمنافسة المكثفة بينهم إلى تحفيزهم على تطوير قوادس متقدمة متعددة الضفاف من المجاديف. خلال منتصف الألفية الأولي قبل الميلاد، طورت قوى البحر الأبيض المتوسط سفنًا أكبر وأكثر تعقيدًا بنجاحٍ كبير، كان أكثرها تقدمًا هي السفينة ثلاثية المجاديف الكلاسيكية المحتوية على أكثر من 170 مجدافًا. حاربت السفن ثلاثية المجاديف في عدة اشتباكات هامة في المعارك البحرية للحروب الميدية (Greco-Persian Wars) (502–449 قبل الميلاد) والحرب البيلوبونيسية (Peloponnesian War) (431-404 قبل الميلاد). كانت السفينة ثلاثية المجاديف متقدمةً ومكلفةً في بناؤها وصيانتها وهذا بسبب طاقمها الكبير. مع حلول القرن الخامس، تم تطوير قوادس حربية متقدمة حيث تطلب بناؤها وصيانتها دولاً كبيرةً ذات اقتصاد متقدم. تطلبت السفن ثلاثية المجاديف، على وجه الخصوص، مهارةً كبيرةً للتجديف، وكان معظم المجدفين مواطنين أحرار لديهم خبرة حياتية في استعمال المجداف.
حاربت السفن ثلاثية المجاديف في عدة اشتباكات هامة في المعارك البحرية الحرب البيلوبونيسية، متضمنةً معركة ايجوسبوتماي (battle of Aegospotami) في عام 405 قبل الميلاد، والتي تسببت في هزيمة الإمبراطورية الأثينية على أيدي أسبرطة (Sparta) وحلفاؤها. كانت السفينة ثلاثية المجاديف متقدمةً ومكلفةً في بناؤها وصيانتها وهذا بسبب طاقمها الكبير. حيث كانت ترتبط بآخر ما وصلت إليه تكنولوجيا السفن الحربية في حوالي القرن الرابع قبل الميلاد وتمكنت الدول الكبيرة فقط ذات الاقتصاد المتقدم والإدارة من استخدامها. تطلبت السفن ثلاثية المجاديف مهارةً كبيرةً للتجديف، وكان معظم المجدفين مواطنين أحرار لديهم خبرة حياتية في استعمال المجداف.

### اليونانيون والفينيقيون
احتوت السفن اليونانية القديمة على أدوات ملاحية قليلة. ظل معظم الشحن البحري في العصور القديمة والمتوسطة على الساحل وذلك لسهولة الملاحة، والفرص التجارية، والتيارات الساحلية والرياح التي من الممكن استخدامها للعمل ضد وحول الرياح السائدة. كان مهمًا للقوادس أن تكون قريبة للساحل أكثر من سفن الإبحار لاحتياجها إلى الإمداد متكررة بالمياه وذلك بسبب أطقمها الكبيرة وقابليتها للارتشاح كما أنها معرضة للعواصف. وهي ليست كالسفن المعتمدة بشكلٍ أساسيٍ على الأشرعة، فيُمكنها استخدام الخلجان والشواطئ كمرافئ، والسفر في الأنهار، كما أنها تعمل في المياه على عمق متر أو أكثر، ويُمكن سحبها على البر لإطلاقها في البحيرات أو الفروع الأخرى للبحر. وهذا يجعلها مناسبة لإطلاق الهجمات على الأراضي. في العصور القديمة، كانت هناك وسيلة لنقل المراكب برا بين طريقين مائيين وهي ديولكس (diolkos) في كورنث (Corinth). في عام 429 قبل الميلاد (هيرودوت 6.48.2, 7.21.2, 7.97)، وربما في وقتٍ قبل ذلك (ثوسيديديس Thucydides) (2.56.2)، تم تكييف القوادس لنقل الخيول وذلك لتمد القوات، المنقولة أيضًا عليها، بسلاح الفرسان.
لم تُستخدَم البوصلة في الملاحة حتى القرن الثالث عشر بعد الميلاد، كما تم تطويرالسدسيات، والثمنيات، وأدوات الكرونومتر البحري الدقيقة، والرياضيات المطلوبة لتحديد الطول الجغرافي والعرض الجغرافي في وقتٍ لاحق. أبحر البحارة القدماء مسترشدين بالشمس والرياح السائدة[بحاجة لمصدر]. بحلول الألفية الأولى قبل الميلاد، بدأوا في استخدام النجوم للإبحار ليلًا. وبحلول عام 500 قبل الميلاد، استخدموا دليل سبر الأعماق (هيرودوت 2.5).
كانت القوادس تُسحب خارج المياه كلما أمكن ذلك لإبقاءها جافة، وخفيفة، وسريعة، وخالية من الديدان، والتعفن، والأعشاب البحرية. كانت القوادس تبقى في حالة الإشتاء في سقائف السفن دائمًا والتي تركت بقايا أثرية مميزة. هناك دليل وهو أن هياكل حطام سفن البونيه (Punic wrecks) كانت مغلفةً بالرصاص.
يطرح بناء القادس الفعال عدة مشكلات تقنية. وكلما زادت سرعة السفينة، زادت الطاقة المُستخدمة. وخلال عملية التجربة والخطأ، وصلت السفينة أحادية المجاديف (unireme or monoreme)؛ سفينة ذات صف واحد من المجاديف على كل جانب، إلى ذروة تطورها في لسفينة ذات الخمسين مجدافًا، حيث بلغ طولها 38 مترًا، مع وجود 25 مجدّافًا على كل جانب. تمكنت من أن تصل إلى 9 عقدة (18 كم/ساعة)، وهي عقدة واحدة أو أبطأ من قوارب السباق التجديفية. وللحفاظ على قوة شد القوارب الطويلة، فقد تم تركيب الكابلات من مقدمة إلى مؤخرة السفينة؛ بما يوفر الصلابة متوفرة بدون إضافة وزن. أبقت هذه التقنية وصلات الهيكل تحت الضغط - مُحكمة إلى أقصى حد وأكثر مقاومة للماء. كان الشد في كابلات نسخة السفينة ثلاثية المجاديف المضادة التقوس يبلغ 300 kN عقدة (Morrison p198).

### الفترة الهلنستية وظهور الجمهورية
كما نمت الحضارات حول البحر الأبيض المتوسط في حجمها وتعقيدها، زادت أيضًا أعداد القوات البحرية والقوادس الخاصة بها على التوالي. ظل التصميم الأساسي لصفين أو ثلاثة من المجاديف كما هو، ولكن تمت إضافة المزيد من المجاديف إلى كل مجداف. تُعد الأسباب الدقيقة غير معروفة، ولكن يُعتقد أن تكون ناجمةً عن إضافة المزيد من القوات واستخدام أسلحة مرتبة وأكثر تقدمًا على السفن مثل:المنجنيق. كما تسبب حجم القوات البحرية الجديدة في صعوبة وجود عدد كافي من المُجدّفين المهرة لنظام رجل واحد لكل مجداف.للسفن ثلاثية المجاديف القديمة. وفي نظام أكثر من رجل لكل مجداف، يمكن لمُجدّف واحد أن يهيئ الطريق للآخرين لإتباعه، وبذلك فأصبح ممكنًا توظيف مُجدّفين غير مهرة.
قامت الدول التابعة لإمبراطورية الإسكندر الأكبر ببناء القوادس التي كانت مثل السفن ثلاثية أو ثنائية المجاديف في تصميم المجداف، ولكن مُزوّدة بمُجدّفيين إضافيين لكل مجداف. يرجع الفضل إلى الحاكم ديونيسيوس الأول لسيراكيوز (Dionysius I of Syracuse) (ca. 432–367 قبل الميلاد) في ريادة «الخمس» أو «الستة»، بمعنى خمسة أو ستة. صفوف من المُجدّفين يقومون باستعمال صفين أو ثلاثة من المجاديف. يُعرف بطليموس الثاني (283-46 قبل الميلاد) ببنائه أسطول كبير من سفن القادس الكبيرة جدًا من تصميمات تجريبية مختلفة يقوم بتجديفها من 12 إلى 40 صفًا من المُجدّفين، بالرغم من اعتبار معظمها غير عملي. تم استخدام الأساطيل المحتوية على القوادس الكبيرة في الصراعات مثل: الحروب البونية (Punic Wars) (246-146) بين الجمهورية الرومانية وقرطاج، التي تضمنت معارك بحرية ضخمة محتوية على مئات من السفن وعشرات الآلاف من الجنود، والبحارة، والمُجدّفين.

### عصر الإمبراطورية الرومانية

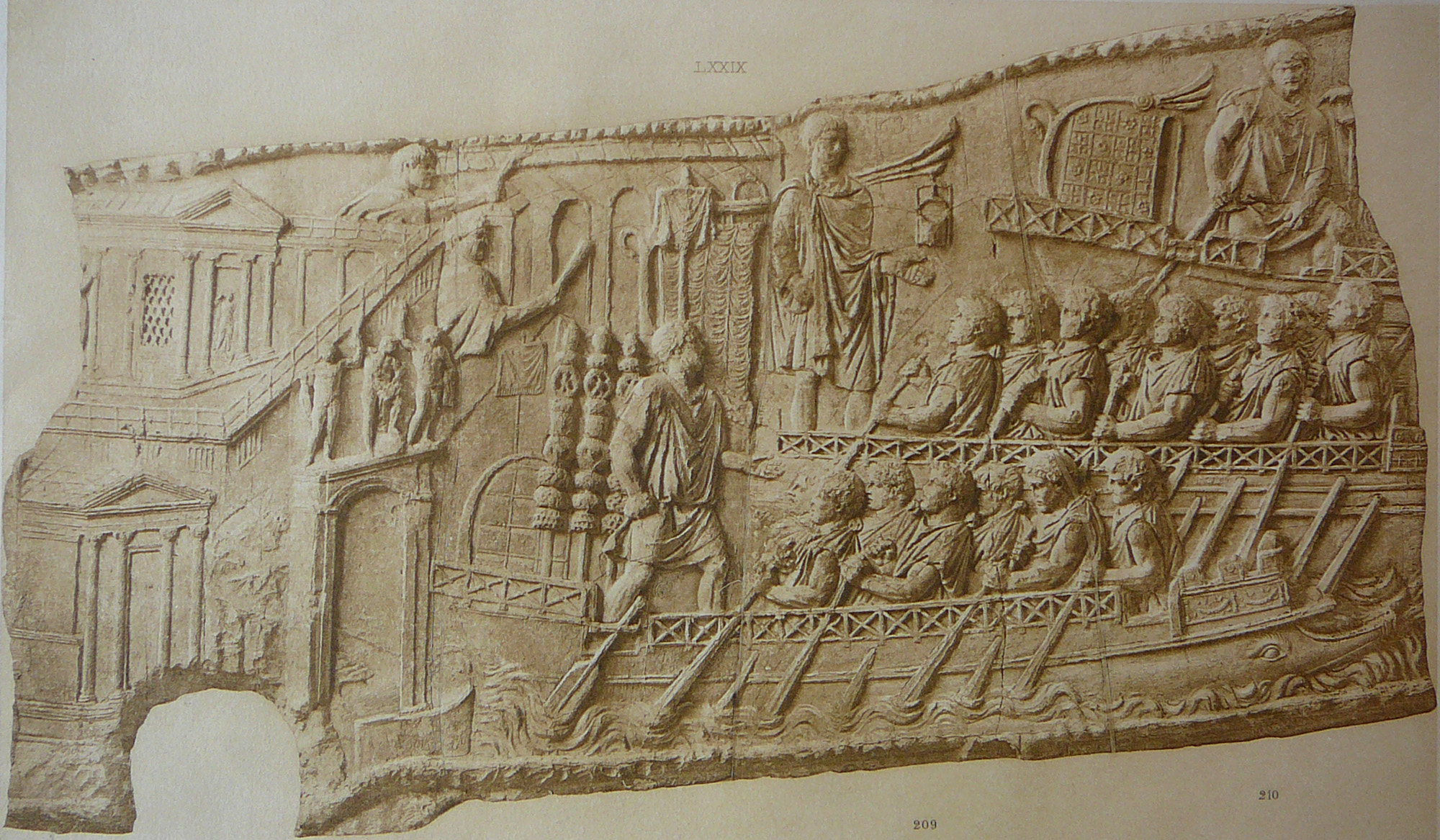
رسومات لقبيلتين متراصتين ليبورنية (liburnians) استخدمهما الرومان في حملاتهم في ضد الداقية في بداية القرن الثاني بعد الميلاد عمود التراجان، c. 113 بعد الميلاد.

ميزت معركة أكتيوم (Actium) في عام 31 قبل الميلاد، بين قوات أغسطس وماركوس أنطونيوس، أوج سلاح الأسطول الروماني. بعد انتصار أغسطس في معركة أكتيوم، تم تفكيك معظم الأسطول الروماني وحرقه. خاصت القوات البرية معظم الحروب الأهلية الرومانية، ومن ستينيات العام المائة حتى القرن الرابع بعد الميلاد، لم يتم تسجيل أية أعمال رئيسية للأسطول. وفي خلال هذه الفترة، تم حلّ معظم أطقم القوادس وتوظيفها لأغراض الترفيه في المعارك الوهمية أو في معالجة الشاشات الشمسية التي تشبه الشراع في الساحات الرومانية الأكبر. تم التعامل مع ما أبقته الأساطيل كمساعدين للقوات البرية، وأطلق أفراد طاقم القادس على أنفسهم milites، «جنودًا»، بدلاً من nautae، «بحارة». ولكن تحولت أساطيل القادس الرومانية إلى قوات دورية إقليمية حيث كانت أصغر واعتمدت بشكلٍ كبيرٍ على liburnians، سفن ثنائية المجاديف متراصة تحتوي على 25 زوجًا من المجاديف. تم تسميتهم بعد القبيلة الإليرية (Illyrian tribe) ‏ التي عرفها الرومان لممارساتهم الجوالة في البحر، تُعتبر هذه الحرفة الصغيرة قائمةً على أو مستوحاةً من سفن من اختيارهم. حرست هذه السفن ثنائية المجاديف المكونة من 25 زوجًا من المجاديف (liburnians) والقوادس الصغيرة أنهار أوروبا القارية ووصلت لبُعد ما وصلت إليه السفن البلطية، حيث تم استخدامها لمحاربة الانتفاضات والمساعدة في فحص الغزوات الخارجية. احتفظ الرومان بعدة قواعد حول الإمبراطورية: على طول أنهار أوروبا الوسطى، وسلاسل من الحصون على طول سواحل أوروبا الشمالية، والجزر البريطانية، وبلاد الرافدين، وشمال إفريقيا، متضمنةً لطرابزون، وفيينا، وبلغراد، ودوفر، وسلوقية، والإسكندرية. وُجد عددٌ قليل من معارك القادس الفعلية التي وقعت في الأقاليم في السجلات، ولكن تم تسجيل معركة واحدة في عام 70 بعد الميلاد في موقعٍ غير مؤكدٍ وهو«جزيرة الباتافيان» ("Island of the Batavians") خلال ثورة الباتافيان (Batavian Rebellion)، وكانت السفينة ثلاثية المجاديف هي سفينة القيادة. تم تقليل آخر أسطول إقليمي، أسطول بريطانيا الرومانية (classis Britannica)، في أواخر العقد 200، بالرغم من وجود طفرة طفيفة تحت حكم قسطنطين (272–337). شهد حكمه أيضًا آخر معركة بحرية رئيسية للإمبراطورية الرومانية، معركة أدريانوبل (Adrianople) في عام 324. وبعد مرور بعض الوقت بعد المعركة، لم يعد هناك استخدام للسفينة الكلاسيكية ثلاثية المجاديف وتم نسيانها في نهاية المطاف.

### العصور الوسطى

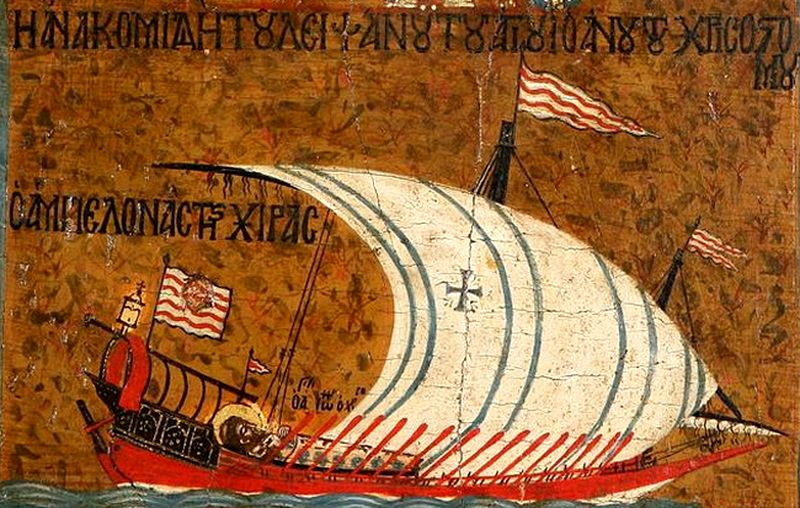
صورة لقادس حربي في القرن 13 مرسومة على الطراز البيزنطي للتصوير الجصي.

انقسمت الحرب البحرية في أواخر العصور الوسطى إلى إقليمين مختلفين. في البحر الأبيض المتوسط، استُخدمَت القوادس للإغارة على السواحل، وفي القتال المستمر للقواعد البحرية. وفي المحيط الأطلسي وبحر البلطيق، كان هناك تركيز أكبر على السفن البحرية المستخدمة لنقل القوات جنبًا إلى جنب مع قوادس الدعم القتالي. ظلت القوادس تُستخدم بشكلٍ واسعٍ في الشمال وكانت أكثر السفن الحربية التي استخدمتها دول البحر الأبيض المتوسط من أجل مصالحها مع الشمال، خاصةً المملكات الفرنسية والأيبيرية. بدأ الانتقال من القادس إلى السفن الشراعية كأكثر الأنواع شيوعًا من السفن الحربية في العصور الوسطى المتوسطة (القرن 11). كانت السفن الشراعية عالية الجوانب والكبيرة دائمًا تمثل عقبات هائلة بالنسبة للقوادس. بالنسبة إلى السفن ذات المجاديف والتي يكون السطح المرتفع عن الماء بها منخفضًا، عملت أضخم سفن بحرية مثل القرقور (carrack) وكوج كحصونٍ عائمةٍ تقريبًا، حيث إنها صعبة الركوب وأكثر صعوبة في الاستيلاء عليها. بينما ظلت القوادس مستخدمةً كسفنٍ حربيةٍ خلال العصور الوسطى لقدرتها على المناورة بطريقةٍ ما عجزت السفن البحرية تمامًا في ذلك الوقت عن القيام بها. احتوت السفن البحرية في ذلك الوقت على صارٍ واحد، وعادةً على شراعٍ مربعٍ واحدٍ كبير، ولهذا صَعُب توجيهها، وكان من المستحيل تقريبًا أن يبحروا في اتجاه الرياح. وأعطى هذا حرية كبيرة للقوادس بالتحرك على طول السواحل للإغارة ولإنزال القوات.
في بلدان شرق المتوسط، ناضلت الإمبراطورية البيزنطية لمقاومة هجوم العرب المسلمين الفاتحين منذ القرن السابع، مما أدى إلى منافسة عنيفة، وزيادة الأسطول، والقوادس الحربية ذات الأحجام المتزايدة. بعد هزيمة مصر والشام، بنى الحكام العرب سفن مماثلة للغاية للـدرمندات البيزنطية، وذلك بمساعدة نجاري السفن الأقباط المحليين في القواعد البحرية البيزنطية السابقة. وبحلول القرن التاسع، حوّل الصراع بين البيزنطيين والعرب بلدان شرق المتوسط إلى منطقة محرمة لأي نشاط تجاري. في عشرينات القرن التاسع، استولى مسلمون من أندولسيا على كريت وجعلوا منها إمارة، وكانوا نازحين بسبب تمردٍ فاشلٍ ضد إمارة قرطبة، حيث حولوا الجزيرة إلى قاعدة (قادس) للهجمات على الشحن البحري المسيحي حتى استولى البيزنطيون مرةً ثانيةً على الجزيرة في عام 960.
في غرب البحر الأبيض المتوسط والمحيط الأطلسي، أدى انقسام الإمبراطورية الكارولنجية (Carolingian Empire) إلى فترةً من عدم الاستقرار، حيث زادت القرصنة والإغارة في المتوسط، وخاصة التي كان يقوم بها المسلمون الفاتحون الذين وصلوا حديثًا. ازداد الموقف سوءًا بسبب فايكنج الدول الإسكندنافية المهاجمين الذين استخدموا السفن الطويلة، السفن التي تشبه القوادس في وجوهٍ كثيرةٍ مثل التصميم والوظيفة وأيضًا في توظيف تكتيكات مماثلة. ولمواجهة هذا التهديد، بدأ الحكام المحليين في بناء سفن كبيرة ذات مجاديف، احتوى بعضها على 30 زوجًا من المجاديف، وكانت هذه السفن أكبر وأسرع وذات جوانب أعلى من سفن الفايكنج. هدأ التوسع الإسكندنافي، الذي تضمن غارات على بلدان البحر الأبيض المتوسط وهجمات على كلٍ من أيبيريا الإسلامية والقسطنطينية نفسها، في منتصف القرن الحادي عشر. حينئذٍ، حقق ظهور الممالك المسيحية مثل فرنسا، وهنغاريا، وبولندا مزيدًا من الاستقرار في المرور التجاري. وفي نفس هذه الفترة، ظهرت مدن الموانئ الإيطالية ودول المدينة مثل البندقية، وبيزا، وأمالفي، على حدود الإمبراطورية البيزنطية حيث كافحت التهديدات الشرقية.
خلال القرن الثالث عشر والرابع عشر، تطور القادس إلى تصميمٍ كان يجب أن يبقى كما هو، حتى تم التخلص منه في القرن التاسع عشر. انحدر النوع الجديد من القادس من السفن التي استخدمها الأساطيل البيزنطية والتابعة للمسلمين في العصور الوسطى المبكرة. وكانت هذه السفن الدعامة الأساسية لكل القوى المسيحية حتى القرن الرابع عشر، متضمنةً الجمهوريات البحرية العظيمة؛ جنوة، والبندقية، والبابوية، وفرسان الاسبتارية، ومنطقة أراغون، ومملكة قشتالة، وأيضًاللقراصنة وسفن القراصنة. كان المصطلح العام لأنواع هذه السفن هو gallee sottili («السفن الممشوقة»). استخدم الأسطول العثماني الأخير تصميماتً مشابهة، ولكن كانت بشكلٍ عام أسرع باستخدام الشراع، وأصغر ولكن أبطأ باستخدام المجاديف. قُصدَت تصميمات القادس توفير إمكانية الاشتباك القريب جنبًا إلى جنب مع أسلحة اليد والأسلحة القاذفة مثل الأقواس والأقواس المستعرضة. في القرن الثالث عشر، قامت المملكة الأيبيرية لأراغون ببناء عدة أساطيل من القوادس عالية القلاع، مزودة برجل القوس المستعرض الكتالاني، وهزمت عدة مرات القوات القاهرة للأنجيون (Angevin).
وخلال القرن الرابع عشر، بدأ تجهيز القوادس بمدافع مختلفة الأحجام، كان معظمها صغيرًا في البداية، ولكن كان هناك مدافع أكبر على السفن المنتمية لألفونسو الخامس ملك أراغون.

### التحول إلى السفن الشراعية
قديمًا في حوالي عام 1304، تغيرت السفن التي طلبتها منظمة الدفاع الدنماركية من القادس إلى السفينة المسننة، وهي سفينة شراعية مسطحة القاع.
خلال القرن الخامس عشر، حدث تحول في الحرب البحرية في مياه أوروبا الشمالية. بالرغم من أن التحول كان واضحًا في الشمال، ظلت القوادس هي السفن الحربية الرئيسية في الجنوب. كانت معركة جبل طارق في عام 1476 بمثابة نقطة تحول هامة في الحرب البحرية الشمالية. أظهرت هذه المعركة سفنًا كاملة التجهيز مسلحة بمدافع الحديد المطاوع على الطوابق العليا والأجزاء الوسطى للسفينة، كما أنها تنبأت بالهيمنة المستقبلية للسفن الحربية الشراعية على المحيط الأطلسي وبحر الشمال.

### الفترة الحديثة المبكرة

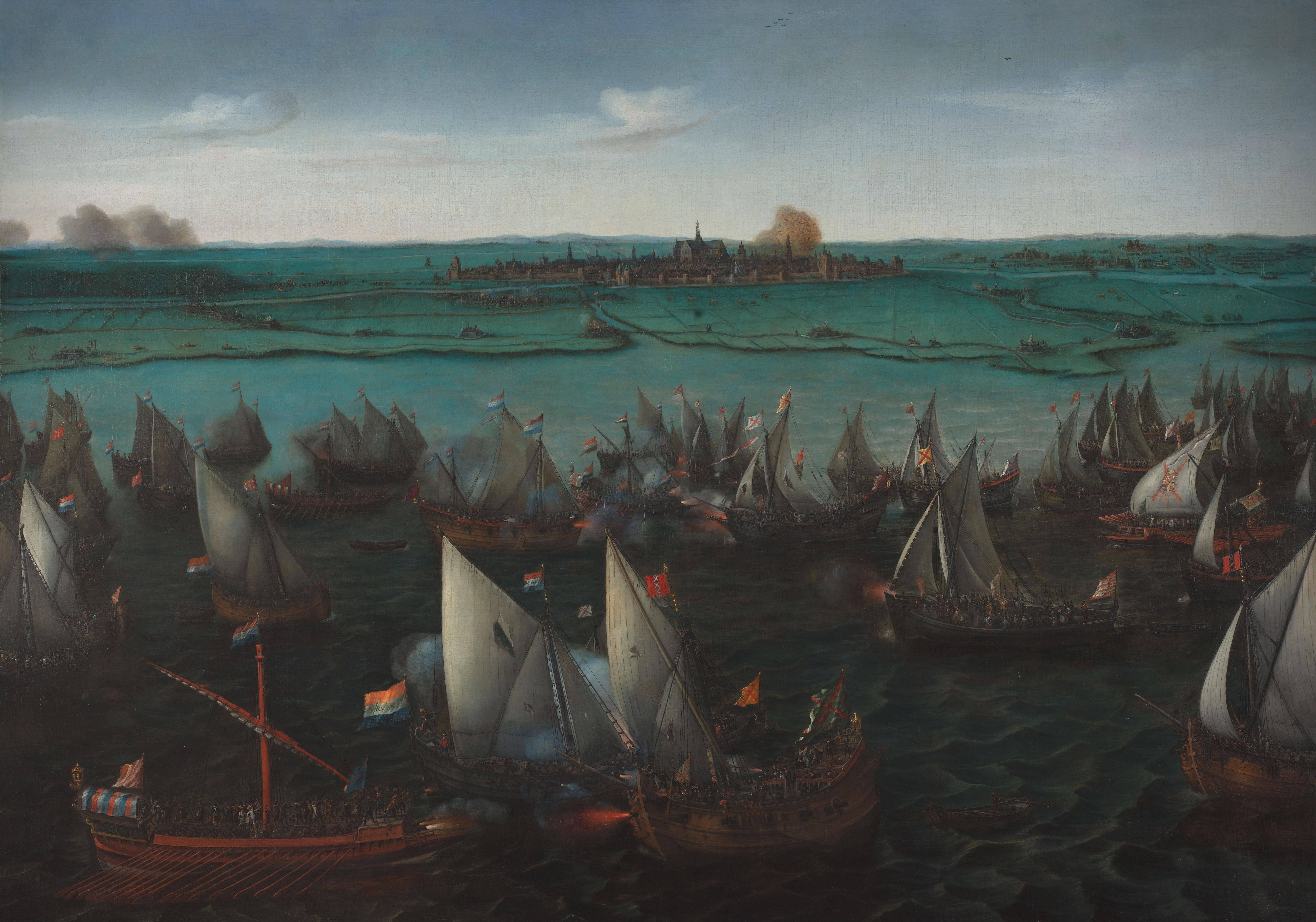
رسم معركة هارلمرمير سنة 1573 لهندريك كورنيلسز فروم. لاحظ استخدام سفن شراعية صغيرة وقوادس على الجانبين.

في حوالي عام 1450، سيطرت ثلاث دول بحرية في البحر الأبيض المتوسط على المتوسط، استخدمت كل منهما القوادس كأسلحة رئيسية في البحر: العثمانيون في الشرق والبندقية في الوسط وإسبانيا هابسبورغ في الغرب. تركز الجزء المركزي للأساطيل في القواعد البحرية الرئيسية الثلاث التي يمكن الاعتماد عليها كليًا في البحر الأبيض المتوسط وهي: برشلونة، والبندقية والقسطنطينية. فكانت تقوم الحرب البحرية في القرن 16 في البحر الأبيض المتوسط على نطاقٍ أصغر، يتضمن الإغارة وأعمال السيطرة القليلة. هناك فقط ثلاث معارك أساطيل رئيسية حقيقية في القرن السادس عشر: معارك بروزة في عام 1538، وجربة في عام 1560 وليبانتو في عام 1571. أصبحت معركة ليبانتو هي المعركة الأخيرة الكبيرة التي تكونت كلها من القوادس، كما أنها واحدةً من أكبر المعارك من حيث المشاركين في أي مكان في أوروبا الحديثة المبكرة قبل الحروب النابليونية.
وظفت دول البحر الأبيض المتوسط أحيانًا قوات القادس للصراعات خارج البحر الأبيض المتوسط. أرسلت إسبانيا أسراب من القادس إلى هولندا خلال المراحل الأخيرة من حرب الثمانين عاما والتي عملت بنجاح ضد القوات الهولندية في المياه الساحلية المغلقة والضحلة. من أواخر ستينيات القرن السادس عشر، تم استخدام القوادس أيضًا لنقل الفضة إلى مصرفيين من جنوة لتمويل القوات الإسبانية ضد الانتفاضة الهولندية. كانت سفن الغلياس والقوادس جزءًا من قوة غزو تتكون من أكثر من 16,000 رجلٍ والتي هزمت الأزور في عام 1583. كان هناك حوالي 2000 مُجدّفٍ على متن السفن الشهيرة في عام 1588 للأرمادا الإسبانية، بالرغم من أنها جعلت القليل من هذه السفن للمعركة نفسها. خارج أوروبا ومياه الشرق الأوسط، قامت إسبانيا ببناء سفن القوادس للتعامل مع القراصنة ومراكب القرصنة في كلٍ من الكاريبي والفلبين. كافحت القوادس العثمانية التدخل البرتغالي في المحيط الهندي في القرن السادس عشر، ولكنها فشلت أمام سفن القرقور البرتغالية الضخمة عالية الجوانب في المياه المفتوحة.
وقد كانت القوادس مرادفةً للسفن الحربية في البحر الأبيض المتوسط لمدة 2000 عامٍ على الأقل، واستمرت في تأدية هذا الدور عند اختراع البارود والمدفعية الثقيلة. بالرغم من رفض مؤرخي بدايات القرن العشرين للقوادس لانقطاع الأمل في تفوقها مع التقديم الأول للمدفعية البحرية على السفن الشراعية، كان القادس هو المفضل عند تقديم المدافع البحرية الثقيلة. تُعتبر القوادس تكنولوجيا «ناضجة» ذات تكتيكات راسخة وتقاليد لدعم المؤسسات الاجتماعية والمنظمات البحرية. أدت الصراعات المكثفة إلى زيادة أساسية في حجم أساطيل القادس من 1520-80، في البحر الأبيض المتوسط فيالأساس، وأيضًا في مسارح العمليات الأوروبية. ظلت القوادس والسفن ذات المجاديف الأخرى، بلا شك، هي السفن الحربية المسلحة بالمدافع الأكثر فعالية نظريًا حتى ستينيات عام 1500، وعمليًا ظلت لعدة عقود أخرى، وكانت تُمثل بالفعل خطرًا كبيرًا على السفن الحربية الشراعية. فيمكن لهذه السفن محاربة القوادس الأخرى، ومهاجمة السفن الشراعية عندما يكون الطقس هادئًا أو في الرياح غير المؤاتية (أو عدم عملها عند الحاجة) والعمل كسرايا مدفعية حصارية عائمة. كما أن قدراتهم البرمائية منقطعة النظير، حتى في النطاقات الممتدة، كما يتضح من التدخلات الفرنسية شمالاً حتى إسكتلندا في منتصف القرن السادس عشر.
تم تثبيت المدفعية الثقيلة على القوادس في مقدمة السفينة والتي تناسب التقليد التكتيكي القائم منذ فترة طويلة للهجوم الأمامي على مقدمة السفينة أولاً. أصبحت معدات المدفعية على القوادس ثقيلةً مقارنةً بتقديمها في ثمانينات القرن الخامس عشر، وقادرةً على الهدم السريع للجدران الحجرية العالية والمتوسطة التي ظلت سائدة في القرن السادس عشر. حطم هذا مؤقتًا قوة الحصون الساحلية القديمة، والتي يجب إعادة بنائها للتصدي لأسلحة البارود. حسّنت إضافة المدافع أيضًا القدرات البرمائية للقوادس حيث يمكنها الهجوم بالقوة النارية الثقيلة، ويمكنها أن تكون محمية بشكلٍ أكثر فعالية عند سحب مؤخرة السفينة أولاً إلى الشاطئ. أدى تجمع وتعميم المدافع البرونزية والأسلحة النارية الصغيرة في البحر الأبيض المتوسط خلال القرن السادس عشر إلى زيادة تكلفة الحرب، كما جعل أيضًا المعتمدين عليها أكثر مقاومة لخسائر القوى البشرية. تطلبت الأسلحة المرتبة القديمة، مثل الأقواس والأقواس المستعرضة، مهارةً كبيرةً لاستخدامها، ممارسة مدى الحياة في بعض الأوقات، بينما تطلبت أسلحة البارود تدريبًا أقل لاستخدامها بنجاح. وفقًا لدراسة فعالة للغاية أجراها المؤرخ العسكري جون إف جيلمارتن (John F. Guilmartin)، هذا التحول في الحرب، جنبًا إلى جنب مع مدافع القصف الحديدية الأرخص، أثبت أن «ناقوس الموت» للقادس الحربي هو دليل على أنه سفينة عسكرية هامة. بدأت أسلحة البارود أن تحلّ محل الأفراد كقوات قتالية للقوات المسلحة، جاعلةً الجنود الفرديين أكثر تدميرًا وفعالية. وكأسلحةٍ مهاجمة، يمكن تخزين الأسلحة النارية لسنوات بحد أدنى للصيانة كما أنها لا تتطلب النفقات التي تتعلق بالجنود. ولذلك يمكن تبديل القوى البشرية بالاستثمارات الرأسمالية، وهو الشيء الذي أفاد السفن الشراعية التي كانت بالفعل اقتصادية إلى حدٍ كبيرٍ في استخدامها للقوى البشرية. كما أنها أدت إلى زيادة المجال الإستراتيجي ومحاربة القوادس كسفنٍ حربية.

#### الشمال

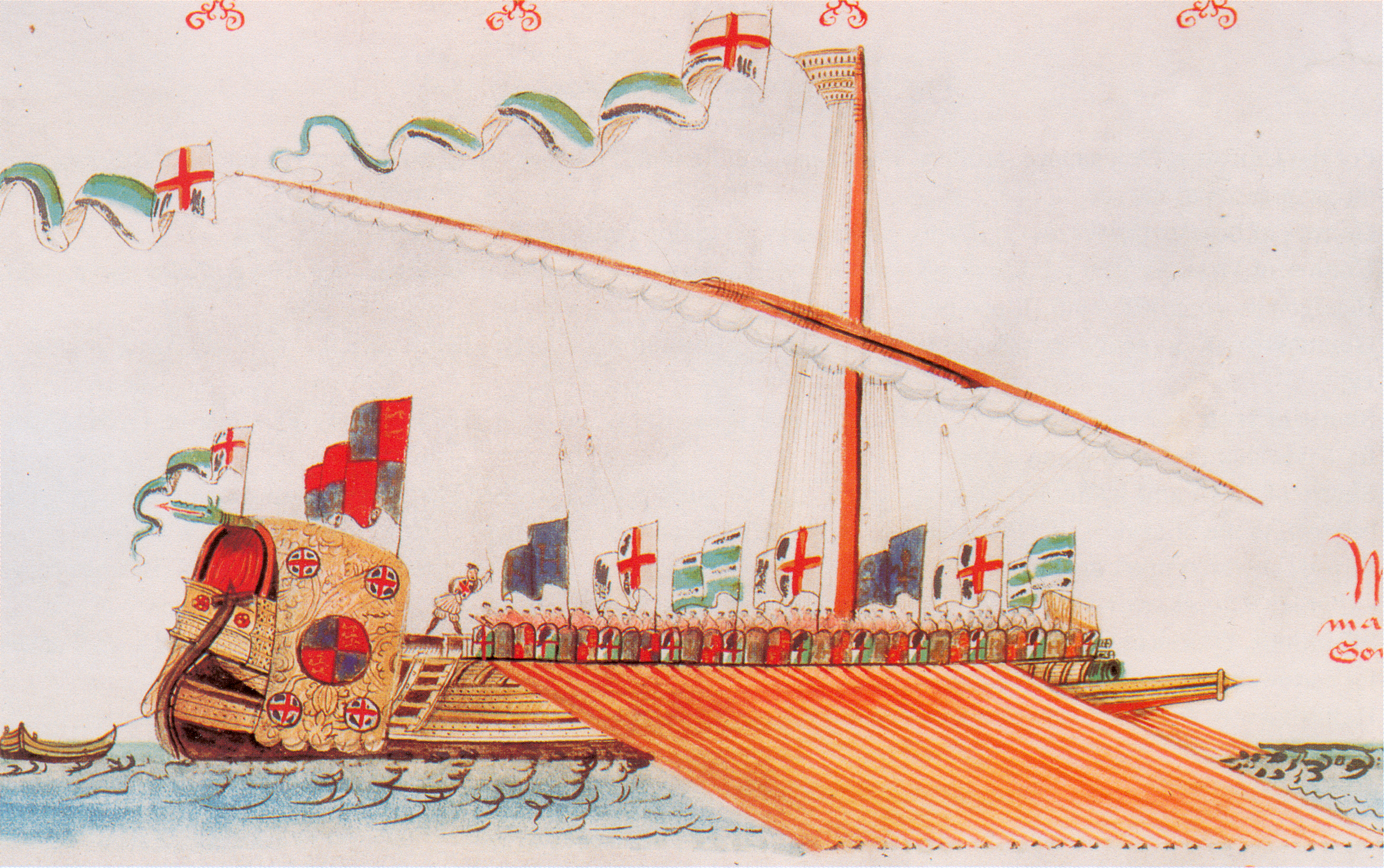
سفينة القادس الحادة (Galley Subtle)، هي واحدة من القوادس التي وظفها الإنجليز على الطراز المتوسطي. صورة توضيحية من أنتوني رول (Anthony Roll)، c. 1546.

ظلت سفن المجاديف قيد الاستخدام في المياه الشمالية لفترة طويلة، بالرغم من قيامها بأدوارٍ ثانويةٍ وفي ظروفٍ محددة. خلال الثورة الهولندية (1566–1609) ضد إمبراطورية هابسبورغ، استعمل كل من الإسبان والهولنديون (بما في ذلك هؤلاء الذين ظل ولائهم لهابسبورغ) القوادس في العمليات البرمائية في المياه الضحلة حيث لا تستطيع السفن الشراعية العميقة الدخول فيها. في الحروب الإيطالية، شكّلت القوادس الفرنسية التي تم إحضارها من البحر الأبيض المتوسط إلى المحيط الأطلسي تهديدًا لأسطول تيودور (Tudor navy) خلال العمليات الساحلية. جاء الرد في بناء أسطولٍ هامٍ من السفن ذات المجاديف، متضمنًا هجائن مع تجهيز كامل بثلاث صوارٍ، مثل قوادس الطراز المتوسطي (حيث تم محاولة تزويدها بالمدانين والعبيد). تحت حكم الملك هنري الثامن، استخدم الأسطول الإنجليزي أنواعًا عديدة من السفن المكيفة للاحتياجات المحلية. تم توظيف سفن الغلياس الإنجليزية (المختلفة تمامًا عن سفن البحر الأبيض المتوسط التي لها نفس الاسم) لتغطية جوانب القوات البحرية الأكبر، بينما استخدمت المراكب الشراعية الصغيرة وصنادل التجديف للاستطلاع أو حتى لتقديم الدعم للمراكب الطويلة والمراكب المُمَوِّنة للمراكب الشراعية الأكبر.
وبينما كانت القوادس غير حصينة لاستخدامها بأعدادٍ كبيرةٍ للمياه المفتوحة في المحيط الأطلسي، كانت مناسبة تمامًا للاستخدام في معظم بحر البلطيق حيث استخدمتها الدنمارك، والسويد، وروسيا، وبعض دول أوروبا الوسطى مع وجود موانئ على الساحل الجنوبي. هناك نوعان من ساحات القتال البحرية في بحر البلطيق. الأول كان البحر المفتوح وهو مناسب للأساطيل البحرية الكبيرة، والثاني كان المناطق الساحلية وخاصة سلسلة الجزر الصغيرة والأرخبيلات التي تمتد بشكلٍ كبير من ستوكهولهم (Stockholm) إلى خليج فنلندا. في هذه المناطق، كانت الأحوال في الغالب هادئة جدًا، محدودة، وسطحية للسفن الشراعية، ولكن كانت ممتازة للقوادس والسفن ذات المجاديف الأخرى. تم تقديم قوادس طراز البحر الأبيض المتوسط أولاً في بحر البلطيق حوالي في منتصف القرن السادس عشر كمنافسةٍ بين الدول الإسكندنافية للدنمارك والسويد. كان أسطول القوادس السويدي هو الأكبر خارج البحر الأبيض المتوسط، وعمل كفرعٍ مساعد للجيش. لم يُعرف إلا القليل عن تصميم قوادس البلطية، ماعدا أنها كانت أصغر من قوادس البحر الأبيض المتوسط وكان يقوم الجنود بتجديفها بدلاً من المُدانين والعبيد.

### تراجع القوادس في البحر الأبيض المتوسط
بعد عام 1650، كانت القوادس تُستخدم في الأصل في الحروب بين مدينة البندقية والإمبراطورية العثمانية حتى عقد 1720، وبين آل بوربون وآل هابسبورغ في إسبانيا وإيطاليا حتى 1700 (حينما تولى ملك بوربوني عرش إسبانيا). واستخدم القراصنة المسيحيون والمسلمون القوادس أيضًا في التجول بالبحر وفي مساندة القوى العظمى في أوقات الحرب، ولكنهم استبدلوها بشكلٍ واسع بـالقرصانيات (سفن ثلاثية الصواري)، والسفن المختلفة التي تسير بالشراع أو المجداف، والقليل من القوادس الخفيفة المتبقية في أوائل القرن السابع عشر. أما إسبانيا، فاستخدمت القوادس البرمائية التقليدية في حروبها في عقد 1640، عن طريق نشر قواتها العسكرية في طراغونة في الحرب ضد فرنسا. ولم تقع أي معارك باستخدام القوادس الكبيرة بعد الاشتباك العظيم الذي وقع في معركة ليبانتو عام 1571، حيث استُخدِمت القوادس غالبًا كطرّادات (سفن حربية)، أو من أجل مساندة الحروب البحرية كمؤخرة الجيش في معارك الأسطول، تمامًا مثل المهام التي تؤديها الفرقاطة خارج البحر الأبيض المتوسط. فيمكنها مساعدة المراكب المعطلة التي خرجت عن مسارها، ولكن عامةً في المناخ الهادئ فقط، مثلما حدث في معركة مالقة عام 1704.
بالنسبة للدويلات والإمارات، ومجموعات التجار الخصوصيين، كانت القوادس متوافرة أكثر من السفن الحربية الضخمة والمعقدة من الناحية المادية، واستُخدِمت كدفاع ضد القرصنة. وكانت القوتان العظمتان في البحر الأبيض المتوسط تديران أساطيل القوادس الكبرى؛ القوتان همافرنسا وإسبانيا. بحلول عقد 1650، صارت فرنسا أقوى دولة في أوروبا، وقامت بتوسيع قاعدة القوادس لديها تحت حكم الطاغية «الملك الشمس» لويس الرابع عشر. وفي عقد 1690، وصلت فوالق (وحدات عسكرية) القوادس الفرنسية إلى ذروتها، حيث أصبح لديها خمسون سفينة مزودة بأكثر من خمسة عشر آلاف جندي وضابط، مما جعلها صاحبة أكبر أسطول قوادس في العالم في ذلك الوقت. وبالرغم من المنافسة الشديدة بين فرنسا وإسبانيا، لم تقع أية معركة قوادس بين تلك القوتين العظمتين، كما لم تقع فعليًا أية معارك بين شعوبٍ أخرى غيرهما. أثناء حرب الخلافة الإسبانية، اشتركت القوادس الفرنسية في معارك ضد أنتويرب وهارويتش، ولكن لم تحدث أي اشتباكات بالقوادس بين فرنسا وإسبانيا بسبب تعقيدات سياسات التحالف. وفي النصف الأول من القرن الثامن عشر، قامت القوات البحرية العظمى الأخرى في شمال إفريقيا، فرسان الإسبتارية والدول البابوية بتقليص قوات القوادس بصورةٍ حادة. بالرغم من عدم وقوع معارك، فقد حصلت فوالق القوادس الفرنسية على موارد ضخمة (ما بين 20 و25% من النفقات الفرنسية البحرية) خلال العقود الأخيرة من القرن السابع عشر، وبقيت كقوات حربية فعلية حتى إلغاوها في 1748. وتمثلت وظيفتها الأساسية في الإشارة إلى هيبة الطاغية المتشدد لويس الرابع عشر وطموحاته؛ عن طريق طواف البحر الأبيض المتوسط لإجبار سفن الدول الأخرى على تقديم التحية لراية الملك، ومرافقة السفراء والكاردينالات، والمشاركة في العروض العسكرية البحرية والموكب الملكي.
إن آخر معركة مثبتة في البحر الأبيض المتوسط والتي لعبت فيها القوادس دورًا هامًا هي ماتابان في 1717، بين العثمانيين والبندقية وحلفائها، بالرغم أن تأثيرها على المحصلة النهائية كان بسيطًا. ووقعت القليل من المعارك البحرية واسعة النطاق في البحر المتوسط على مدار جزء كبير من الفترة المتبقية من القرن الثامن عشر. وقد تفكك أسطول القوادس التوسكاني في حوالي عام 1718. وكان لدى نابولي أربع سفن قديمة فقط في 1734.أما فيلق القوادس الفرنسي، فلم يعد موجودًا كشعبة مستقلة من الجيش في 1748. وكانت البندقية، والدول البابوية، وفرسان مالطا هي فقط الأساطيل التي امتلكت قوادس، رغم أنها لم تكن بنفس القدر الذي كان في السابق. وفي 1790، كان هناك أقل من خمسين قادسًا تعمل في الخدمة من بين جميع القوى المتوسطية، وهي نصف تلك التي كانت لدى البندقية.

### المنافسة البلطيقية

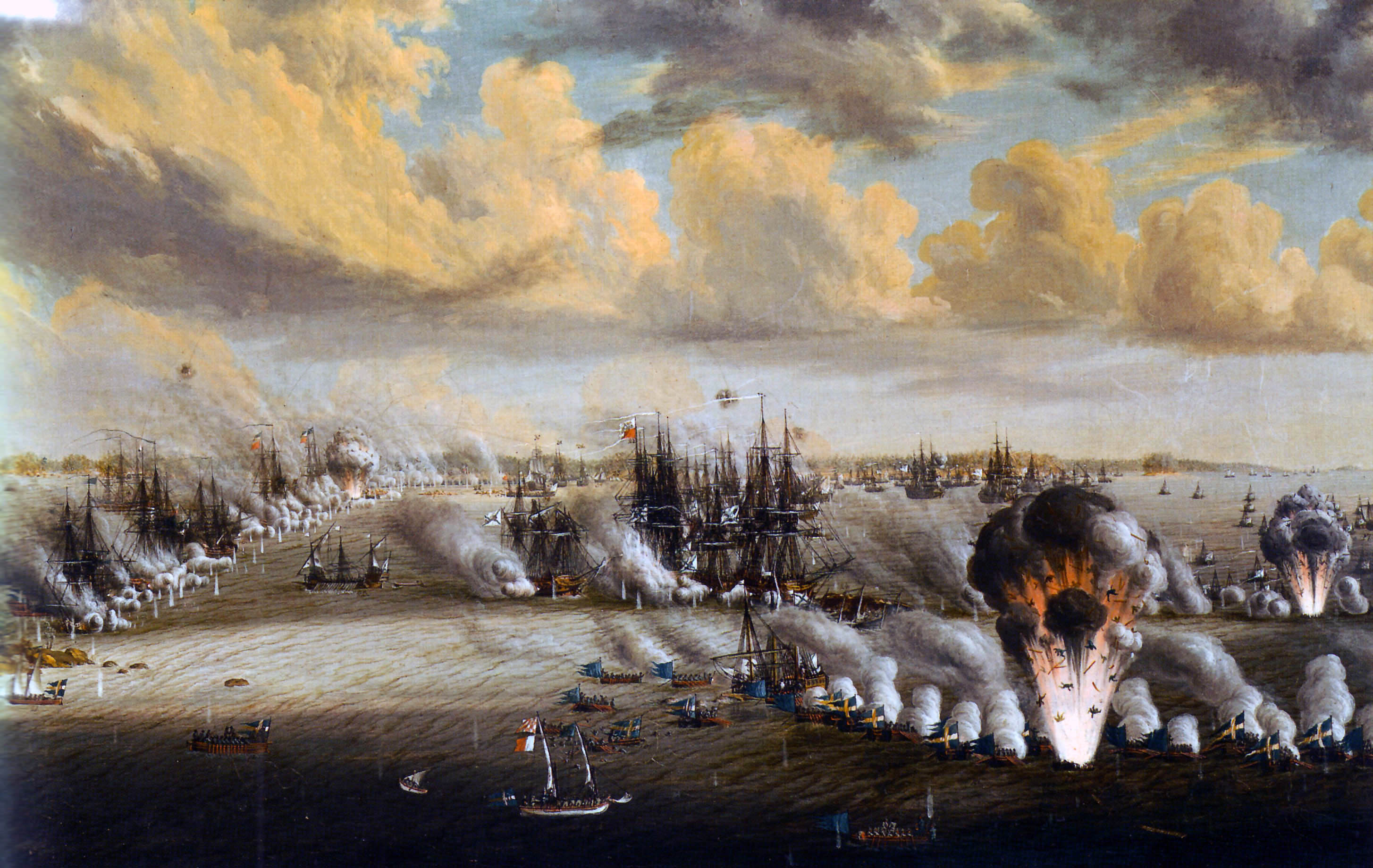
كانت معركة زفنسكسوند في 1790 بين الأسطولين السويدي والروسي هي آخر معركة بحرية عظمى بين قوات ضمت عدد كبير من القوادس والسفن الأخرى ذات المجاديف.

بينما تم إدخال القوادس إلى البلطيق في القرن السادس عشر، لم تكن تفاصيل تصميمها معروفة جيدًا. ربما تكون قد صُنعت بطراز محلي، ولكن الرسم الوحيد المعروف يظهر سفينة ذات طراز جنوبي نمطي. وهناك دليل دامغ على أن الدنمارك هي أول قوة في البلطيق تقيم قوادس ذات طراز متوسطي كلاسيكي في عقد 1660، بالرغم من أنها كانت ضخمة جدًا وأقل نفعًا في حروبها ضد السويد. وبدأت السويد وروسيا، بالأخص، في إنزال القوادس والسفن ذات المجاديف المختلفة خلال حرب الشمال العظمى في عقد 1700. وقد كانت السويد متأخرة عندما قامت ببناء أسطول حربي قوي، وذلك في نفس الوقت الذي تطورت فيه قوات القوادس الروسية بقيادة قيصر روسيا بيتر الأول لتصبح سلاحًا مساندًا للقوات البحرية، وشعبة تابعة للجيش تعمل بكفاءة وتقود العديد من الغارات في الساحل السويدي الشرقي في عقد 1710.
أصبحت السويد وروسيا المنافسين الكبيرين للهيمنة البلطيقية في القرن الثامن عشر، وقامتا ببناء أكبر أساطيل للقوادس في العالم في ذلك الوقت. فقد استُخدِمت في القيام بالعمليات البرمائية في الحروب الروسية السويدية 43-1741 و90-1788. وكانت آخر قوادس يتم صنعها في 1796 على أيدي روسيا، وظلت موجودة في الخدمة بشكل جيد حتى القرن التاسع عشر، ولكنها شهدت القليل من المعارك. أما آخر مرة تشارك فيها القوادس في المعارك كانت عندما هاجمت القوات البحرية الروسية آبو (توركو) في 1854، كمرحلة من حرب القرم.

## التجارة
في الأيام الأولى للقوادس، لم يكن هناك فرق واضح بين قوادس التجارة وقوادس الحرب غير الاستخدام الفعلي لهما. وقد سارت المراكب النهرية في مجرى النهر في مصر القديمة خلال الدولة القديمة (2700-2200 قبل الميلاد)، وكانت الزوارق العابرة للبحار التي تشبه القوادس تعيد السلع الكمالية عبر البحر الأحمر في عهد الملكة حتشبسوت (حوالي 1457-1479). ولقد تسبب تركيب المدكّات لمقدمات السفن في حوالي القرن الثامن قبل الميلاد إلى ظهور اختلاف واضح في تصميم السفن الحربية. واستخدم الفينيقيون القوادس للسفن الأقل طولاً، والتي تحمل مجاديف أقل وتعتمد أكثر على الأشرعة. بالنسبة لحطام القوادس الذي عُثِرَ عليه خارج صقلية ، والتي ترجع إلى القرن الثالث أو الثاني قبل الميلاد، فقد كانت نسبة الطول إلى العرض 6 إلى :1، وهي نسبة تقع بين 1 إلى :4 من سفن التجارة البحرية و8:1 أو 10:1 من القوادس الحربية. أما القوادس التجارية في البحر المتوسط قديمًا، فاستُخدمت كحاملات للشحنات القيمة أو السلع القابلة للتلف، والتي تحتاج إلى نقلها بأمانٍ وسرعة بقدر الإمكان.
وتأتي أغلب الأدلة المتبقية والموثقة من صناعة الشحن اليونانية والرومانية، بالرغم من أنه من المرجح أن القوادس التجارية في البحر المتوسط كله كانت متشابهة إلى حدٍ كبير. كان يُشار إليها في اليونان باسم هيستيوكوبوس (histiokopos) أي («بالشراع والمجداف») للدلالة على أنها تعتمد على كلا نوعي الدفع. أما في اللاتينية، فسُميت بـ(أكتيواريا (نيفيس)) (actuaria (navis))، (أي «مركب تسير») في اللاتينية، مع التأكيد على قدرتها على التقدم بغض النظر عن الأحوال الجوية. ولإعطاء مثال على السرعة والصلابة، قام السياسي كاتو الأكبر، خلال خطاب تدمير قرطاج (Carthago delenda est)، بإظهار مدى قرب العدو القرطاجي من اليونان، عن طريق عرض ثمرة تين طازج أمام الحضور، والتي ادعى أنه تم قطفها في شمال إفريقيا منذ ثلاثة أيام فقط. وشملت الحمولات التي تنقلها القوادس العسل، والجبن، واللحم، والحيوانات الحية التي تُستخدم في مصارعة المجالد. وكان لدى الرومان أنواع عديدة من القوادس التجارية التي تخصصت في القيام بمهام متعددة، ومنها الأكتيواريا التي تحمل خمسين مجدفًا، وهي الأكثر تعددًا في الاستعمالات، بما في ذلك فاسيلوس (phaselus) (حرفيًا «بذرة الفول») لنقل الركاب ولمبس، وهي حامل سريع صغير. واستمر استخدام تلك التصميمات حتى العصور الوسطى.
بعد انهيار الإمبراطورية الرومانية الغربية في القرون الأولى بعد الميلاد، انهار الاقتصاد المتوسطي القديم، وتقلص حجم التجارة بشكلٍ حاد. أما خليفتها الشرقية، الإمبراطورية البيزنطية، فتجاهلت إحياء طرق التجارة البرية، ولكنها اعتمدت على الإبقاء على طرق الملاحة البحرية مفتوحة للحفاظ على ترابط الإمبراطورية. وانهارت تجارة الشحن في حوالي 750-600، بينما انتعشت تجارة السلع الكمالية. وبقيت القوادس في الخدمة، ولكنها كانت مربحة بصورة أساسية في تجارة السلع الكمالية، التي وازنت تكلفة صيانتها المرتفعة. وفي القرن العاشر، كان هناك ازدياد حاد في القرصنة، مما أدى إلى وجود أطقم عديدة مصاحبة للسفن الكبرى. تم تجهيز هذه الأطقم عن طريق دول المدينة في إيطاليا، والتي نشأت كقوى بحرية مهيمنة، بما في ذلك البندقية، وجنوة، وبيزا. وورثت القوادس التجارية الجديدة تصميمات السفن البيزنطية ، فصارت مماثلة للدرمند، ولكن دون احتوائها على أي أسلحة ثقيلة، كما أنها كانت أسرع وأعرض. ويمكن تزويدها بأطقم يبلغ عدد أفرادها 1000 رجل، وتم تشغيلها في كلا المجالين؛ التجارة والحرب. وكان الازدياد الملحوظ في نسبة الحجاج الأوروبيين الغربيين إلى الأراضي المقدسة بمثابة دعم آخر للتطور الذي حدث في القوادس التجارية الجديدة.
في أوروبا الشمالية، سيطرت سفن الفايكينج واشتقاقاتها، مثل: الـكنارات، على التجارة والشحن، بالرغم من أنها اختُرعت بشكل منفصل عن القوادس المتوسطية المعتادة. بينما في الجنوب، بقيت القوادس ذات منفعة للتجارة بالرغم من أن السفن الشراعية طورت هياكل سفن ومعدات فعالة، حيث يمكنها التشبث بخط الشاطئ وتحقيق تطور ثابت عند هبوب الرياح، فهي فعالة جدًا. وجاءت قمة القوادس التجارية في التصميم مع القوادس العظمى المملوكة للدولة، التي تتبع جمهورية البندقية، وبنيت في عقد 1290. واستُخدمت هذه القوادس لنقل السلع الكمالية المربحة من الشرق، مثل: التوابل، والحرير، والأحجار الكريمة. وكانت أكبر من القوادس الحربية المعاصرة في جميع النواحي (تصل إلى 46 مترًا) ولها سحب أعمق، ومساحة أكبر تتسع لحمولة تتراوح بين 140 إلى 250 طنًا. كما كانت تلك القوادس وسائل آمنة جدًا للسفر، حيث إنها مزودة بطاقم مجدفين يتراوح بين 150 إلى 180 رجلاً، جميعهم مؤهلون للدفاع عن السفينة ضد أي هجوم. وأدى ذلك إلى جذب الحجاج الميسورين للسفر إلى الأراضي المقدسة، وهي رحلة يمكن إتمامها في أقل من 29 يومًا عبر طريق البندقية-يافا، بما في ذلك التوقف من أجل الراحة والشرب أو الاستراحة من قسوة المناخ.
بدايةً من النصف الأول من القرن الرابع عشر، تم بناء قوادس التجار في البندقية في ورش بناء السفن الخاصة بـدار الصناعة في البندقية التي تديرها الدولة «كاندماج لشركات الدولة مع الاتحاد الخاص، باعتبار الأخير اتحادًا للتجار المصدرين»، وذلك كما وصفهم فيرناند بروديل. وأبحرت السفن في حراسة القواسين والحراس (ballestieri) الموجودين على متنها، والذين حملوا المدافع معهم فيما بعد. وفي جنوة، القوة البحرية العظمى الأخرى، كان يتم إنتاج القوادس والسفن بشكل عام عن طريق مشاريع تجارية خاصة.
قامت القوادس التجارية بنقل البضائع عالية القيمة، والركاب أيضًا، في القرنين الرابع عشر والخامس عشر. وكانت الطرق الرئيسية تُستخدم لنقل الحجاج المتجهين إلى الأراضي المقدسة في فترة الحملات الصليبية. وربطت الطرق فيما بعد بين الموانئ الموجودة حول البحر المتوسط، وبين البحر المتوسط والبحر الأسود (أدى استيلاء تركيا على القسطنطينية إلى القضاء على تجارة الحبوب) وبين البحر المتوسط وبروج— حيث وصلت أول قادس من جنوة إلى سلويس في 1277، أول قادس من البندقية في 1314— وساوثهامبتون. بالرغم من استخدام السفن الشراعية في البداية، فقد استُخدمت المجاديف للدخول والخروج من الموانئ التجارية، وهي أكثر الطرق فعالية للدخول والخروج من بحيرة البندقية. ولم تكن قوادس البندقية، التي كان وزنها يبدأ من 100 طن حتى 300 طن، أكبر القوادس التجارية في ذلك الوقت، حيث ربما زادت السفينة الشراعية في جنوة في القرن الخامس عشر على ألف طن. على سبيل المثال، كان من المقرر أن تمر القوادس الفلورنسية على أربعة عشر ميناء في طريقها من الإسكندرية وإليها. وقد أتاح توافر المجاديف هذه السفن للإبحار بالقرب من الشاطئ حيث يمكن الاستفادة من الأرض ونسيم البحر والتيارات الشاطئية، من أجل التمكن من مواجهة الرياح القادمة بقوة وسرعة نسبيًا. كما وفرت الأطقم الكبيرة حماية ضد القرصنة. وكانت تلك السفن قادرة تمامًا على الإبحار؛ أبحر قادس فلورنسي من ساوثهامبتون في 23 فبراير 1430 ثم عاد إلى الميناء خلال 32 يومًا. كما كانت آمنة للغاية حتى أن البضائع لم يكن مؤمنًا عليها عادة (مطرقة). بالإضافة إلى أنها ازدادت من حيث الحجم خلال تلك الفترة، وكانت النموذج الذي بُني عليه الغلياس (سفينة حربية).

## التصميم
رسم توضيحي للسفن المصرية ذات المجاديف ترجع إلى حوالي عام 1250 قبل الميلاد.

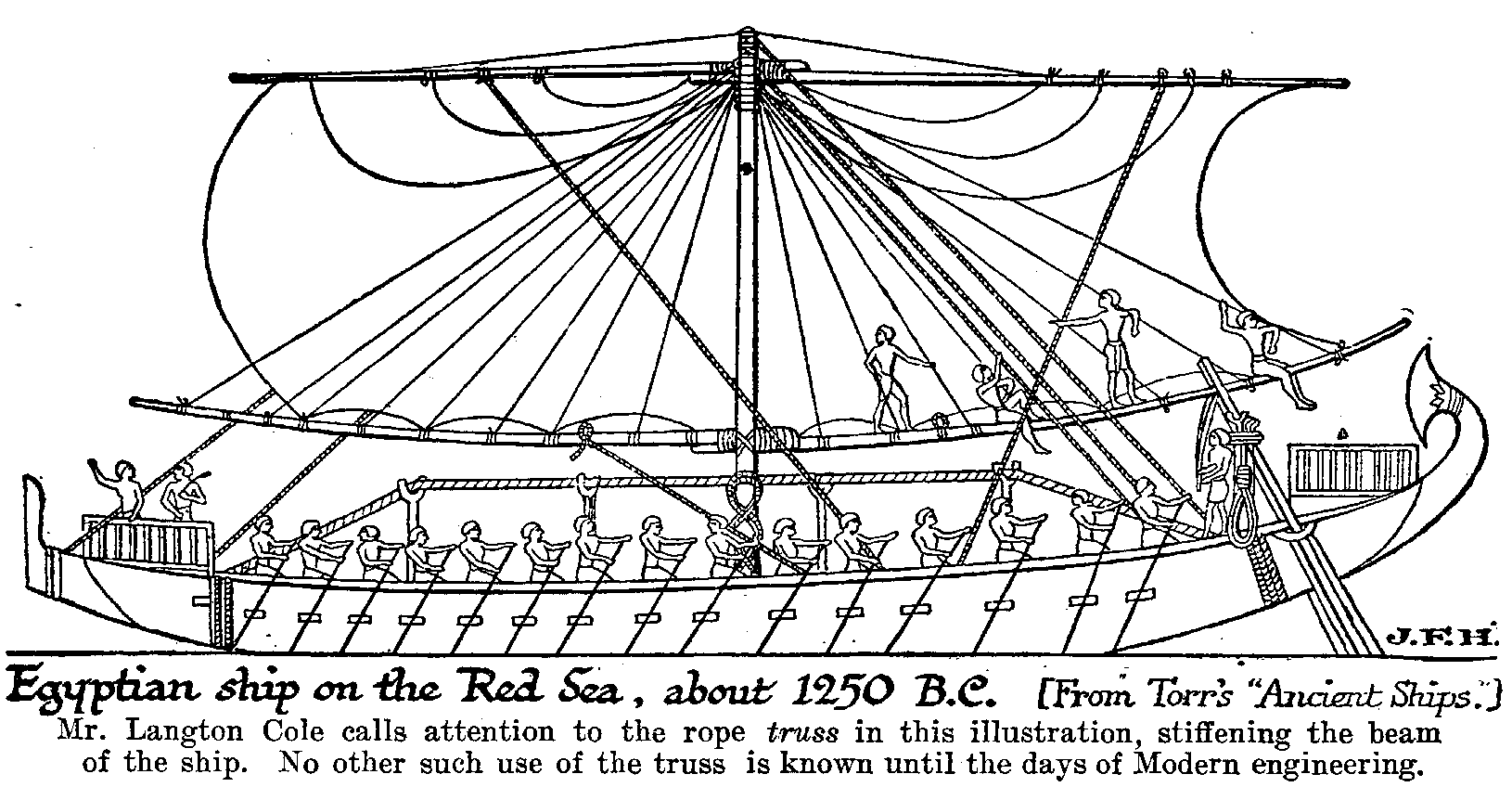
. يكون للسفينة عارضة، وهي سلسلة سميكة تمتد بطول السفينة، لتمنعها من فقدان شكلها، وذلك بسبب عدم وجود عارضة ملائمة للسفينة.

كانت القوادس مصممة، منذ ظهورها الأول في العصور القديمة، لتكون قابلة للمناورة بكفاءة، ومنفصلة عن الرياح عن طريق التجديف، وعادةً مع التركيز على السرعة أسفل المجاديف. وبالتالي تشير الصورة إلى هيكل سفينة طويل بشكل ملحوظ، وتبلغ نسبة العرض إلى الطول عند خط الماء على الأقل 1:5، وفي حالة قوادس البحر المتوسط القديمة تبلغ 1:10 عند وجود رياح خفيفة، وهو قياس إلى أي مدى تكون بنية السفينة مغمورة في الماء. وكان من الضروري إبقاء الجزء الطافي من السفينة، وارتفاع السور الممتد إلى سطح الماء منخفضًا، وذلك لكي يمكن تجديف السفن بصورة فعالة. وأتاح ذلك للمجدّف إمكانية التجديف بشكل فعال، ولكن على حساب القدرة على الإبحار. وجعلت خصائص التصميم تلك القوادس سريعة وقابلة للمناورة، ولكن أكثر تأثرًا بالمناخ القاسي.
في جنازة ملك مصر ساحورع (2475-2487 BC) في أبو صير، كانت هناك صور لسفن بها انحراف (انحناء ملحوظ بطول السفينة) وسبعة أزواج من المجاديف الممتدة على جانبها، وهو عدد رمزي على الأرجح، ومجاديف في مؤخرة السفينة لتوجيهها. وكان لها صار واحد، وجميع تلك الصواري منخفضة، وهناك عواميد رأسية في مقدمة السفينة ومؤخرتها، بالإضافة إلى تزيين المقدمة بـعين حورس التي كانت أول مثال لمثل ذلك التزيين. واستخدمتها ثقافات البحر المتوسط الأخرى فيما بعد لتزيين المراكب التي تسير في البحر بسبب الاعتقاد بأن ذلك يساعد السفينة على الاهتداء إلى وجهتها بسلام. ولكن تلك القوادس القديمة افتقدت لوجود عارضةبشكل ملحوظ، أي أنها افتقدت الصلابة بطولها. وبالتالي، كان لها ما يشبه السلاسل الضخمة التي تربط بين المقدمة والمؤخرة، وتكون مثبتة على ركائز عملاقة على سطح السفينة. وكانت مثبتة بقوة لتجنب التقوس، أو انثناء بنية السفينة إلى الأعلى في المنتصف، وذلك أثناء الإبحار. في القرن الخامس عشر قبل الميلاد، كان يتم رسم القوادس المصرية وبها انحراف حاد ومميز، ولكن تم وقتها تصميم ديكورات المؤخرة التي تتميز بانحناءة إلى الأمام مع وجود زخرفة على شكل جذور اللوتس. وربما كان مصمم لها نوعًا بدائيًا من العوارض، ولكن مع الاحتفاظ بالسلاسل الضخمة التي تُثبت لمنع التقوس.

بناء عصري جديد لسفينة إغريقية ثلاثية المجاديف وذات مقطع عرضي، وتوضح الثلاثة مستويات الخاصة بالمجدّفين.

إن تصميم أقدم السفن ذات المجاديف غير معروف ويعتمد على الحدس بشكل كبير. فقد استخدمت على الأرجح بنية النَّقْر، ولكن يتم تثبيتهما مع بعضهما البعض بدلاً من ربطها بالمسامير والأوتاد. ونظرًا لكون السفينة مفتوحة تمامًا، كان يتم تجديفها (أو حتى تسييرها ببطء) من على سطح السفينة، وغالبًا ما يكون هناك «مداخل للمدكات»، وهي نتوءات في مقدمة السفينة تقلل من مقاومة الحركة في الماء، مما يجعلها أكثر هيدرودينامية. تم ابتكار أول قوادس حقيقية من تلك التصميمات القديمة، وهي القادس ذو الثلاثين مجدفا والقادس ذو الخمسين مجدّفًا، كما وضعت المقياس للتصميمات الأكبر التي جاءت بعد ذلك. وكان يتم تجديفها على مستوى واحد فقط، مما جعلها بطيئة جدًا، على الأرجح 5.5-5 عقدة فقط (مقياس الميل البحري). ومع حلول القرن الثامن قبل الميلاد، تم ابتكار طريقة تجديف القوادس الأولى على مستويين، ومن أولى تلك القوادس كانت القوادس التي يتم تجديفها على مستويين عن طريق ثلاثين مجدفًا، والتي كانت أقصر كثيرًا من نظيراتها التي يتم تجديفها على مستوى واحد، ومن ثمّ، كانت أكثر قابلية للمناورة. يُقدّر طولها بخمسة وعشرين مترًا، وكانت تقوم بحمل خمسة عشر طنًا باستخدام خمسة وعشرين زوجًا من المجاديف. وعلى تلك القياسات، قد تصل السرعة القصوى إلى 7.5 عقدة، مما جعلها أول سفن حربية حقيقية عند تثبيت مدكات في مقدمتها. وكانت مجهزة بـشراع مربع على الصاري الذي يُثبت تقريبًا في المنتصف على طول جسم السفينة.

### العصور القديمة

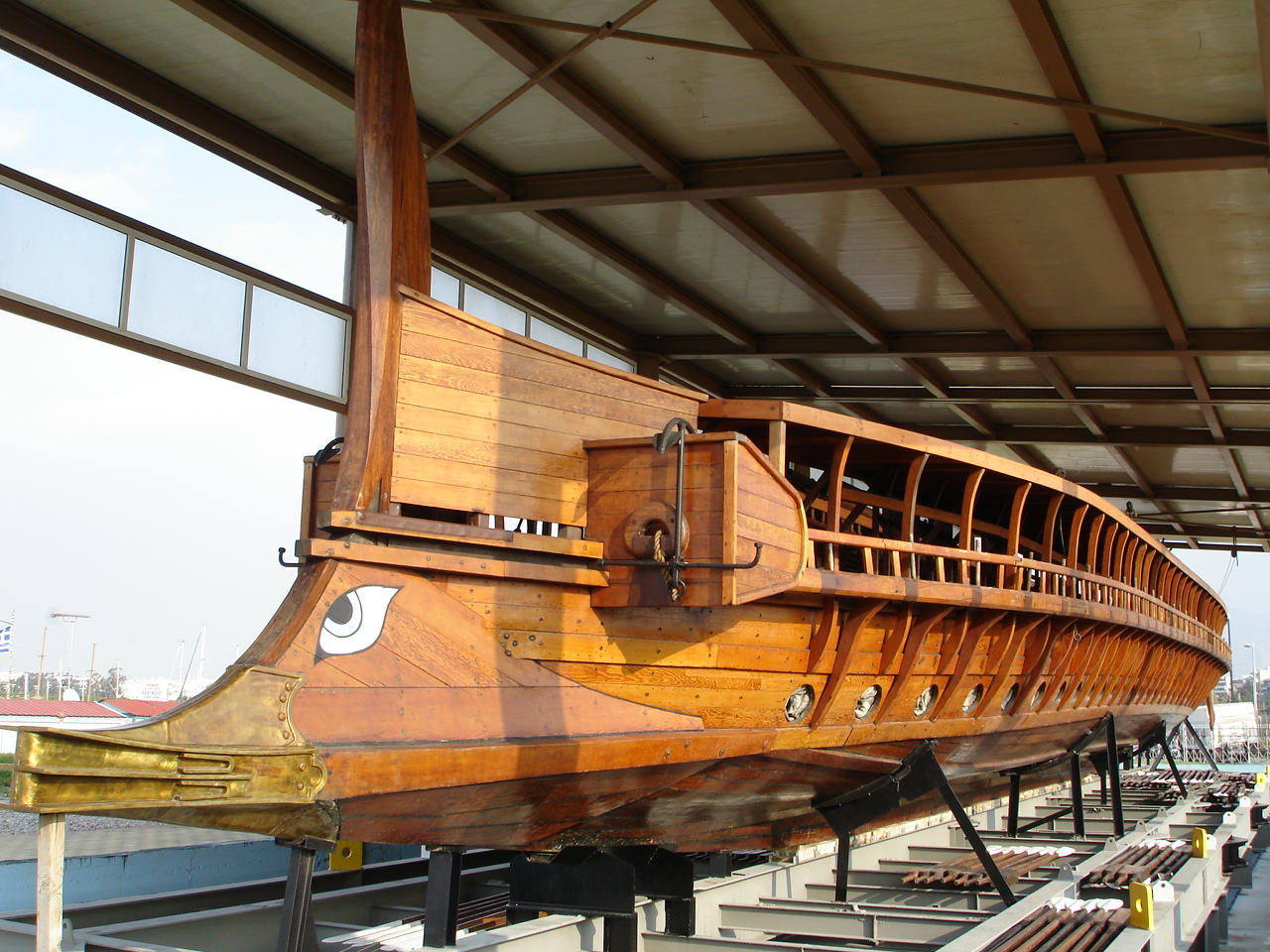
مقدمة السفينة ثلاثية المجاديف أوليمبياس (Olympias)، إعادة

بناء كلية حديثة لسفينة إغريقية تقليدية ذات ثلاثة مجاديف.
بحلول القرن الخامس قبل الميلاد، استخدمت القوى المختلفة في شرق البحر المتوسط أول سفينة ثلاثية المجاديف. وقد أصبحت الآن سفينة حربية متطورة كليًا، ومتخصصة جدًا، وقادرة على العمل بسرعات عالية والقيام بمناورات معقدة. وكانت تلك السفينة أغلى من القادس ذي الخمسة مجاديف بأكثر من ثلاثة أضعاف نظرًا لأن طولها يبلغ نحو أربعين مترًا، وبإمكانها حمل خمسين طنًا. وكان للسفينة ثلاثية المجاديف أيضًا صارٍ إضافي وشراع مربع صغير يوجد بالقرب من مقدمة السفينة. كان يجلس حوالي مائة وسبعون مجدّفًا على ثلاثة مستويات، يحمل كلٌ منهم مجدافًا يختلف قليلاً في الطول. ويجلسون على ثلاثة مستويات بطريقة متعاقبة للتوفيق بين مستويات التجديف الثلاثة. كان هناك اعتقاد بأن تنظيم المستويات الثلاثة يختلف، ولكن أكثر التصميمات توثيقًا استخدم بنية بارزة، أو ذراع الامتداد، حيث يتم تركيب مسند المجداف الذي يكون في صورة قفل المجداف. وأتاح ذلك للمجدّف الأبعد العمل بـرافعةكافية لإكمال التجديف دون تقليل الكفاءة.

### العصر الروماني
أصبحت القوادس أضخم وأثقل تباعًا منذ القرن الرابع قبل الميلاد وحتى بداية العصر الروماني في القرن الأول بعد الميلاد. وقد أثبتت مستويات المجاديف الثلاثة كونها نظام عملي، ولكن تم تحسينها عن طريق جعل السفن أطول، وأعرض، وأثقل، ووضع أكثر من مجدّف لكل مجداف. وأصبح الصراع البحري أكثر حدة واتساعًا، وفي عام 100 قبل الميلاد، أصبحت القوادس التي بها أربعة أو خمسة صفوف من المجدّفين مألوفة، وكانت تحمل مجموعات كاملة وضخمة من الجنود والمجانيق. كان الجزء المرتفع منها نحو سطح البحر عاليًا؛ (حتى 3 أمتار)، وكان بها هياكل أبراج إضافية تُطلق منها القذائف المتجهة إلى سفن العدو، الأمر الذي جعل تلك السفن مثل المعاقل العائمة. وتم تنفيذ التصميمات التي تضم ثمانية صفوف من المجدّفين، ولكن اعتبر الكثيرون أغلبها غير عملي ولم تُستخدم أبدًا في الحرب الفعلية. ويشُار تاريخيًا إلى أن بطليموس الرابع (Ptolemy IV)، فرعون مصر الإغريقي في 205-221، قام ببناء سفينة ضخمة بها أربعين مجدّفًا، ولكن دون تحديد تصميمها. وكانت البنية المقتَرحة عبارة عن بنية لقادسٍ ضخم ثلاثي المجاديف قطمران يبلغ عدد المجدّفين بها أربعة عشر مجدّفًا لكل مجداف.
وصل حجم القوادس والأساطيل القديمة إلى قمته في العصور القديمة مع هزيمة ماركوس أنطونيوس (Mark Antony) على أيدي أغسطس (Octavian) في معركة أكتيوم. ولم يظهر الخصوم الأقوياء الذين يتصارعون على القوة في منطقة البحر المتوسط إلا بعد عصورٍ عديدة تالية، خلال الحروب الأهلية الرومانية في القرن الرابع، كما قل حجم القوادس جدًا. اختفت القوادس متعددة المجاديف الضخمة، وتم استبدالها بالقوادس ثلاثية المجاديف وقوادس ليبرونيا، وهي قوادس ثلاثية المجاديف بها خمسة وعشرون زوجًا من المجاديف المصممة لأداء مهام الحراسة ومطاردة القراصنة. في الأقاليم الشمالية، كان يتم استخدام سفن الحراسة ذات المجاديف لجعل القبائل المحلية تحت الحراسة على امتداد شواطئ الأنهار، مثل: الراين والدانوب. وبما أنه لم تعد هناك حاجة للسفن الحربية الضخمة، ذهب تصميم الـقوادس ثلاثية المجاديف، الذي كان قمة تصميم السفن الحربية القديمة، في طي النسيان. ويرجع تاريخ آخر إشارة معروفة للقوادس ثلاثية المجاديف إلى عام 324 في معركة هيليسبونت. وفي أواخر القرن الخامس، صرَّح المؤرخ البيزنطي زوسيموس بأن طريقة بناء تلك القوادس قد اندثرت منذ فترة طويلة.

### العصور الوسطى

#### مواصفات نمطية
لقد صدرت أولى مواصفات القوادس بأمر من كارلو الأول ملك نابولي، عام 1275 بعد الميلاد. بلغ الطول الإجمالي 39.30 مترًا، وبلغ طول العارضة 28.03 مترًا، وعمقه 2.08 مترًا. أما جسم السفينة، فبلغ عرضه 3.67 مترًا. وبلغ العرض بين أذرع الامتداد 4.45 مترًا. وبالنسبة للمجاديف، كان عددها 108 مجدافًا، بلغ طول أغلبها 6.81 أمتار، والبعض الآخر 7.86 أمتار، وبلغ طول مجدافيّ التوجيه 6.03 أمتار. وبلغت ارتفاعات الصاري الأمامي والصاري الأوسط 16.08 مترًا، و11.00 مترًا على التوالي، وبلغ محيط كلٍ منهما 0.79 مترًا، وتُقدَّر أطوال عوارض الشراع بـ 26.72 مترًا، و17.29 مترًا. وبالنسبة لـساكن، فبلغت حوالي ثمانين مترًا طنيًّا. وكان يعمل على هذا النوع من السفن رجلان، وفيما بعد ثلاثة، يجلسون على درج، ويعمل كلٌ منهم على مجداف. وكانت مجاديف تلك السفينة أطول من القادس الأثيني ثلاثي المجاديف، والذي بلغ طول مجاديفه 4.41 أمتار و4.66 أمتار. أُطلق على هذا النوع من السفن الحربية اسمجاليا سوتيل (galia sottil). وفقًا للاندستورم، لم يكن لقوادس العصور الوسطى مدكات، حيث كان اقتحام السفينة يُعتبر طريقة للقتال أكثر أهمية من الدفع بالقوة.
وقد كان لمثل تلك القوادس الريادة في استخدام المدفعية البحرية، والتي تُعتبر مكملاً لنتوءخط الماء العلوي المُصمم لكسر ذراع الامتداد الخاص بالعدو. ولم تُسمَّ السفن باسم قوادس بها العديد من الرجال على كل مجداف إلا في القرن السادس عشر.

#### الأسطول البيزنطي
كانت السفينة الحربية الأولى في الأسطول البيزنطي وحتى القرن الثاني عشر هي الـدرمند، بالإضافة إلى أنواع سفن أخرى مماثلة. وقد ظهر المصطلح لأول مرة في أواخر القرن الخامس باعتباره تطورًا لـليبروني، ثم استُخدم بشكل عام للإشارة إلى نوعٍ محدد من القوادس الحربية في القرن السادس. ويأتي مصطلح درمندذاته (حرفيًا «عدَّاء») من الجذر الإغريقي دروم (drom) أي «يجري»، وفي القرن السادس، كان مؤرخون مثل بروكوبيوس (Procopius) واضحين في إشاراتهم إلى سرعة تلك السفن. وخلال العصرين التاليين، تم تطوير نسخ أثقل من السفن بها مستويين أو ربما ثلاثة من المجاديف نظرًا لأن الصراع البحري مع العرب كان قد اشتد.
كانت الفكرة السائدة هي أن التطورات الأساسية التي تميز الدرمندات القديمة عن السفن الليبرونية، والتي ميّزت قوادس البحر المتوسط، هي التركيز على ظهر السفينةظهر السفينة، وترك مدكات في مقدمة السفينة للمرفأ الموجود فوق سطح الماء، وإدخال الـشراع مثلثي الشكل بشكل تدريجي. ولم تكن الأسباب المحددة لترك المدك واضحة. وقد توضح رسوم النتوءات المتجهة للأعلى في القرن الرابع والموجودة في مخطوطة فاتيكان فيرجيل (Vatican Vergil) جيدًا أن المدك قد تم استبداله بمرفأ في القوادس الرومانية الأخيرة. هناك احتمال بأن ذلك التغيير ظهر نتيجة للتطوير التدريجي لبنية قشرة أولية قديمة، والتي تم تصميم المدكات عكسها في بنية الهيكل الأولي، مما أنتج هيكلاً أقوى، وأكثر مرونة، وأقل عرضة لهجمات المدكات. على الأقل مع بداية القرن السابع، كانت وظيفة المدك الأساسية قد تم نسيانها. وكان أسطول غزو بيليساريوس في 533 على الأقل مزودًا جزئيًا بأشرعة مثلثية الشكل، الأمر الذي جعل من المحتمل أن يكون الشراع مثلثي الشكل قد أصبح من المعدات الأساسية للدرمند في ذلك الوقت، أن الشراع المربع التقليدي قد تم الاستغناء عنه تدريجيًا في الملاحة في البحر المتوسط في العصور الوسطى.
كانت الدرمندات التي وصفها بروكوبيوس ذات صف واحد به حوالي خمسة وعشرين مجدافًا في كل جانب. وامتدت تلك المجاديف مباشرةً من جسم السفينة، على عكس السفن القديمة التي استخدمت ذراع الامتداد. وفي الدرمندات القوادس المزدوجة في القرنين التاسع والعاشر، كان ظهر السفينة يقسم صفيّ المجاديف، حيث يوجد الصف الأول في الأسفل، أما الثاني، فيوجد فوق ظهر السفينة، وكان على المجدّفين أن يقاتلوا في عمليات اقتحام السفن. بلغ الطول الإجمالي لتلك السفن حوالي 32 مترًا. وهناك خيمة تغطي مكان القائد توجد في الكوثل (مؤخرة السفينة) (prymnē). وتميزت مقدمة السفينة بوجود سلوقية (pseudopation) مرتفعة، توجد تحتها سحارة أو اثنتين مثبتتين لإطلاق نار الإغريق. وتجد الدعامات التي يعلق الجنود دروعهم الواقية حول جوانب السفينة، وتعطي حماية لطاقم السفينة. وكانت للسفن الكبيرة أيضًا حصون خشبية على أي من الجانبين بين الصواري، حيث تحمي رماة السهام من المنصات النارية المرتفعة. أما المرفأ الموجود في مقدمة السفينة، فيُستخدم للهجوم على مجاديف العدو، وتكسيرها ومنعها من مقاومة القذائف النارية ومحاولات الاقتحام.

### فترة العصر الحديث المبكرة

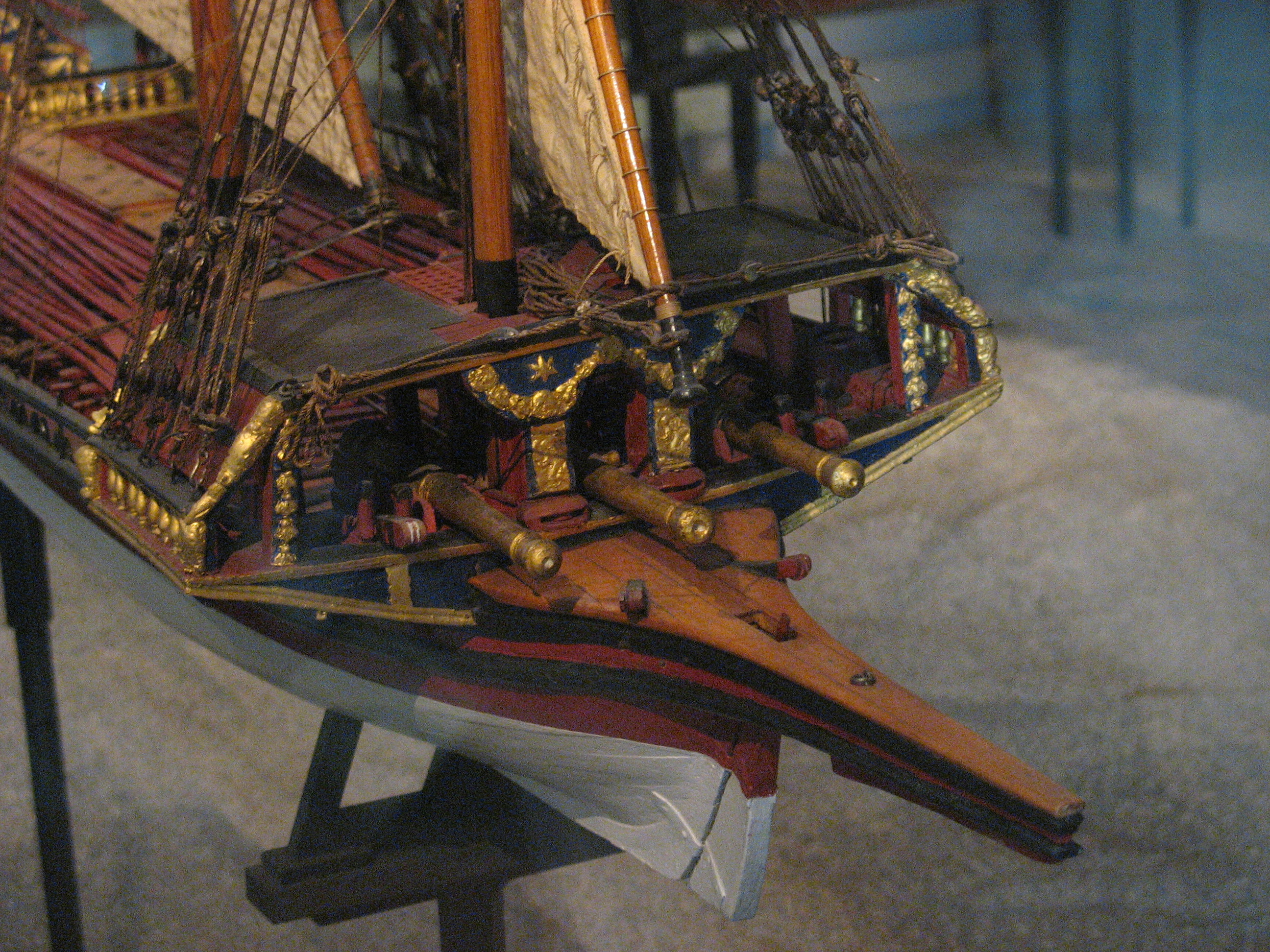
منصة قتال ممتدة بطول مقدمة السفينة، اسمها (rambade)، وكانت موجودة في القوادس الحديثة المبكرة. وهذا النموذج لقادس سويدي منذ عام 1715، أصغر قليلاً من القادس الحربي العادي بالبحر الأبيض المتوسط ولكنه لا يزال مُقامًا على نفس التصميم.

مع بداية استخدام المدافع في مقدمات القوادس، ظهرت بنية خشبية دائمة تُسمى (بالفرنسيةrambade : rambade; وبالإيطالية: rambata; وبالإسبانية: arrumbada. وأصبحت منصة القتال rambade بعد ذلك معيارًا في جميع القوادس تقريبًا في بداية القرن السادس عشر. ومع أن الأساطيل الحربية لقوى البحر الأبيض المتوسط المختلفة أدخلت بعض التغييرات على تصميم السفينة، ظل التخطيط العام هو نفسه. وكان يتم تغطية المدفعية الأمامية بمنصة خشبية أعطت المدفعيون حدًا أدنى من الحماية، وأدت دور منطقة انطلاق للهجمات الداخلية، وكمنصة أيضًا خاصة بالجنود الموجودين على متن السفينة لإطلاق النار.
بلغ طول القوادس الحربية الفينيسية العادية في معركة ليبانتو عام 1571 42 مترًا، وعرضها 5.1 مترًا (يصل إلى 6.7 عند إضافة إطار التجديف)، أما خط الغاطس فبلغ 1.7 متر، ووصل ارتفاع ظهر السفينة عن خط الماء إلى 1.0 متر وكان وزنها وهي فارغة حوالي 140 طنًا. بينما بلغ طول القوادس الرئيسية الأكبر حجمًا (المصباح بالبرتغالية، «المصباح») 46 مترًا، وعرضها 5.5 أمتار (يصل إلى 7.3 أمتار عند إضافة أطر التجديف)، وخط غاطس بطول 1.8 مترًا، ووصل ارتفاع ظهر السفينة عن خط الماء إلى 1.1 مترًا، وكانت تزن 180 طنًا. وصل عدد مقاعد التجديف في القوادس العادية إلى أربعة وعشرين مقعدًا في كلا الجانبين، وفي كل مقعد ثلاثة مجدّفين. (كانت تتم إزالة مقعد من كل جانب في العادة بغرض إفساح أماكن للمنصات التي تحمل الزورق والفرن.) ويتألف طاقم السفينة عادةً من عشر ضباط وحوالي خمسة وستين من البحارة والمدفعيين وباقي العاملين بالإضافة إلى مئة وثمانية وثلاثين من المُجدّفين. بينما سفن «المصابيح» فبها سبعة وعشرين مقعدًا في كل جانب، وعدد مُجدفين يصل إلى مئة وستة وخمسين، وطاقم سفينة من خمسة عشر ضابطًا وحوالي مئة وخمسة آخرين من البحارة والمدفعيين والجنود. أما القوادس العادية فتحمل مدفعا يزن خمسين رطلاً أو بندقية طويلة من العصور الوسطى (كالفيرين) تزن ثلاثة وعشرين رطلاً في مقدمة السفينة بالإضافة إلى أربعة مدافع أخف وزنًا وأربعة مدافع دوَّارة. وكانت سفن المصابيح الأكبر حجمًا تحمل مدفعًا واحدًا ثقيلاً بجانب ست بنادق طويلة من العصور الوسطى (كالفيرين) تزن ما بين ستة واثني عشر رطلاً وثمانية مدافع دوَّارة.
وصلت القوادس، في منتصف القرن السابع عشر، إلى ما تم وصفه بـ «الشكل النهائي» لها. فقد بدت القوادس بشكلٍ أو بأخر كما هي لأكثر من أربعة قرون، وطور بيروقراطيو البحر الأبيض المتوسط نظام تصنيف قياسي إلى حدٍ ما للأحجام المختلفة من القوادس، ويعتمد هذا النظام في الغالب على عدد المقاعد في السفينة. عدا القليل من «السفن الرئيسية» الأكبر حجمًا بصورةٍ ملحوظة (والتي تُسمى عادةً بـ «قوادس المصباح»)، يكون لدى سفينة قادس البحر الأبيض المتوسط من خمسة إلى ستة وعشرين زوجًا من المجاديف وفي كل منها خمسة رجال (أي ما يبلغ مئتين وخمسين من المُجدفين). أما العُدة الحربية فكانت تتكون من مدفع واحد ثقيل يصل وزنه إلى أربعة وعشرين أو ستة وثلاثين رطلاً في مقدمات السفن ومُحاطًا باثنين إلى أربعة من المدافع التي يصل وزنها من 4 إلى 12 رطلاً. واعتادت صفوف المدافع الدوارة الخفيفة على الاصطفاف بطول القادس بالكامل على الدرابزينات من أجل الدفاع من نطاقٍ قريب. وبلغت نسبة طول السفن إلى عرضها حوالي 1:8، بصاريين أساسيين يحمل كلٌ منهما شراعا مثلثي الشكل كبير الحجم. وكان يوضع أحدهما في مقدمات السفن، مع مراعاة إزاحته قليلاً إلى الجانب كي يعطي مساحة لارتداد المدافع الثقيلة، أما الثاني فكان يوضع تقريبًا في منتصف السفينة. وهناك صاري ثالث أصغر اسمه «صاري السفينة الخلفي» يوجد في مؤخرة السفينة، يمكن رفعه إذا تطلبت الحاجة والظروف إلى ذلك. وفي منطقة البلطيق، كانت القوادس بوجهٍ عام أصغر بنسبة طول إلى عرض من 5:1 إلى 7:1، كي تناسب أوضاع أرخبيلات منطقة البلطيق الضيقة.
- Side view. Dauphine was built in 1736 and survived until the الثورة الفرنسية.
- Front view. Contemporary model on display at Toulon naval museum.

### بناء القادس

مخطط تمثيلي لتقنية وصلة النقر واللسان المُستخدمة في بناء السفن، والتي هيمنت على البحر الأبيض المتوسط حتى القرن السابع قبل الميلاد.

تبعثرت الدلائل الوثائقية على طريقة بناء القوادس القديمة، خاصةً في فترة ما قبل العصر الروماني. فلم توجد خطط ومُخططات تمثيلية بمعناها الحديث حتى القرن السابع عشر، ولم يبقَ أي شيءٍ من مثل تلك الأشياء منذ العصور القديمة. لذلك تم اللجوء إلى البحث في الدلائل غير المباشرة الموجودة بالأدب والفن والعملات والآثار التي تحتوي على سفنٍ، بعضها يحتفظ بحجمه الطبيعي؛ لمعرفة كيف قام القدماء ببناء القوادس. وعلى الرغم من أن القوادس الحربية تطفو فوق سطح الماء حتى ولو كان هيكلها منفجرٌ ولا يوجد فعليًا بها أي ثِقل أو حمولة ثقيلة قد تتسبب في إغراقها، إلا أنه حتى الآن لم يتم اكتشاف حطامًا واحدًا لأية سفينةٍ منها. ويُستثنى من ذلك، حُطامًا جزئيًا لقادس احتياطي صغير من العصر الروماني.
لقد تم بناء أول قوادس حربية صُنَّعت خصيصًا لتلاءم المدكات باستخدام تقنية وصلة النقر واللسان (انظر التوضيح)، والتي تُسمى بطريقة الهيكل أولاً. وكانت الألواح الخشبية لهيكل السفينة قويةً بما فيه الكفاية لتربط بين أجزاء السفينة بنيويًا، كما كانت مانعة للماء أيضًا. وكان يتم تثبيت المدك، السلاح الأساسي في القوادس القديمة منذ تقريبًا القرن الثامن وحتى القرن الرابع، في بنيةٍ مُرفقةٍ بهيكل السفينة بدلاً من أن يتم تركيبه مباشرةً في الهيكل. وبهذه الطريقة لا تتشقق القوادس إذا ما التوى المدك أثناء عمله. وتألف المدك من قطعة خشبية ضخمة بارزة مغطاة بطبقة برونزية سميكة ذات نصال أفقية من الممكن أن تزن من 400 كيلو جرام وحتى 2 طن.

## الدفع
اعتمدت القوادس، على مدى تاريخها الطويل، على التجديف كأهم وسيلة لدفع السفينة. وقد تطور ترتيب المُجدّفين تدريجيًا خلال الألفية الأولى قبل الميلاد من صفٍ واحد إلى ثلاثة صفوف في ترتيبٍ مُعقد ومتداخل لأماكن الجلوس. ومع ذلك، ثبُت أن أي ترتيب يتعدى الثلاثة صفوف لا يمكن تطبيقه عمليًا. وفي البداية، لم يكن يوجد سوى مُجدّفًا واحدًا لكل مجداف، ثم ازداد الرقم بعد ذلك باطرادٍ مع وجود عدد من التركيبات المختلفة للمُجدفين بمجدافٍ واحد وكذلك لصفوف المجاديف. واعتمدت الشروط القديمة للقوادس على أعداد الصفوف أو المُجدّفين الذين يستعملون المجاديف، وليس عدد صفوف المجاديف نفسها. أما في الوقت الحاضر، فالقوادس معروفة بمصطلحها اللاتيني الحديث المعتمِد على أرقامِ ذات النهاية «-مجداف» من الكلمة اللاتينية مجداف «مجداف». أما ثلاثية المجاديف فهي سفينة ذات ثلاثة صفوف من المُجدفين، والسفينة ذات الخمسة مجاديف هي قادس خماسي، وذات الستة هي قادس سداسي، وغيرها. كما كان يوجد سفن حربية بها حتى عشرة وربما أحد عشر صفًا، ولكن كان من النادر إيجاد سفن تتعدى الستة صفوف. وظهرت سفينة ضخمة ذات أربعين صفًا تم بناؤها أثناء حكم بطليموس الرابع في مصر. لا تتوافر معاومات كثيرة عن طريقة تصميمها، ولكن يزعم البعض أنها كانت سفينة ذات رونق ولكنها غير عملية في الآن ذاته.
لقد كان التجديف قديمًا يقوم به المُجدّفون وهم في وضع جلوسٍ ثابت في مواجهة الكوثل (مؤخرة السفينة)، ويُعد هذا الوضع أكثر أوضاع التجديف فاعلية. اقترح بعض المؤرخين الأوائل طريقة التجديف الانزلاقية والتي تعطي السفينة دفعات قوية من كلٍ من الأرجل والذراعين، ولكن لم يدعم هذه الطريقة دليلٌ قاطع. وأوضحت التجارب العملية عند إعادة البناء الشامل لسفينة أوليمبياس أنه لا يوجد مكان كافِ، كما أن تحريك المقاعد أو لفها من الأمور غير العملية نهائيًا عند البناء بالأساليب القديمة. كان المُجدّفون في القوادس الحربية القديمة يجلسون دون ظهر السفينة العلوي ولا يرون سوى القليل مما حولهم. لذلك، كان التجديف يتم من خلال مشرفين ويتم التنسيق بين المُجدّفين عبر مزامير أو دندناتٍ متناغمة. وتُعتبر القوادس سهلة المناورة للغاية؛ حيث يمكن تدويرها عن محورها أو حتى التجديف بها للخلف، إلا أن ذلك يتطلب طاقم سفينة ماهرًا ولديه خبرة. ومن الجائز أن يجلس الجميع في القوادس التي يكون الترتيب فيها ثلاثة رجال لكل مجداف، ولكن المُجدِف الأبعد من الداخل يقوم بالتجديف قيامًا وقعودًا، فينهض على قدميه لدفع المجداف للأمام ثم يجلس بعد ذلك مرةً أخرى لسحبه للخلف.
وكلما زادت سرعة السفينة، زادت الطاقة المُستخدمة. ولكي تصل السفينة إلى سرعةٍ عالية يتطلب الأمر طاقةً لا تستطيع السفينة التي تعمل بالطاقة البشرية أن توفرها. ويولد نظام المجداف كمياتٍ ضئيلةً جدًا من طاقة الدفع (حوالي 70 وات للمُجدّف الواحد فقط)، كما أن الحد الأعلى للتجديف في موضعٍ ثابت يصل إلى حوالي عشر عقد ميل بحري. ويعتبر المؤرخون العصريون القوادسَ الحربية القديمة من النوع المُستخدم في العصر الكلاسيكي لليونان هي أفضل أنواع القوادس طاقةً وأسرع تصميمات القادس طوال التاريخ. تم بناء نسخة طبق الأصل تمامًا بين عامي 87-1985 من سفينة ثلاثية المجاديف وهي سفينة أوليمبياس من القرن الخامس قبل الميلاد ودخلت مجموعة من المحاولات المتتابعة لاختبار أدائها. وقد ثبُت أنه يمكن الاحتفاظ بسرعة إبحار من 8-7 عقدة ميل بحري ليومٍ كامل. ومن الممكن الوصول إلى سرعة عدو قصوى تصل إلى عشر عقد ميل بحري، ولكن لدقائقٍ معدودة، ثم تنهك قوى الطاقم سريعًا. ومن خصائص بناء القوادس القديمة أنها كانت خفيفةً للغاية، ومن المتصور أن ثلاثيات المجاديف الأصلية لم تتجاوز أبدًا هذه السرعة. ومن المُعتقد أن القوادس في العصور الوسطى كانت أبطأ إلى حدٍ كبير، وخاصةً أنه لم يوضع في الاعتبار أثناء بنائها أساليب المدكات. كما تم تقدير سرعة الإبحار لهذه القوادس بأنها لا تتجاوز من 3-2 عقدة ميل بحري. ومن المحتمل تحقيق سرعة عدو قصوى تصل إلى سبع عقد ميل بحري لمدة 30-20 دقيقة، ولكن يصاحب هذه السرعة مخاطرة إنهاك قوى المُجدّفين تمامًا.
كان من الصعب التجديف في الرياح العكسية أو حتى في الطقس العاصف إلى حدٍ ما، وكان مُرهِقًا أيضًا. ففي البحار المرتفعة، كانت القوادس القديمة تبدأ في الإبحار قبل أن تهب الرياح. حيث إنهم يتأثرون سريعًا وبشدة بالأمواج العالية لدرجة أن طاقم السفينة يمكن أن يصبح غير قادر على التحكم بها إذا غرق إطار التجذيف المُسمى (apostis). ومن المتصور أن القوادس القديمة وكذلك قوادس العصور الوسطى كانت تبحر باتجاه الرياح فقط إلى الخلف قليلاً أو كثيرًا بأقصى سرعةٍ وهي من 9-8 عقد ميل بحري في الظروف العادية. وأمد الشراع المربع القوادس القديمة بمعظم الطاقة المحركة؛ وهو شراع مُركَّب على صاري إلى الأمام قليلاً ناحية مركز السفينة ومعه صاري أصغر يحمل شراعا رأسيا في مقدمة السفينة. وبدأت الأشرعة مثلثية الشكل في الظهور منذ بداية القرن الثاني الميلادي، ثم أصبحت تدريجيًا بعد ذلك الشراع المُستخدم في القوادس. وبحلول القرن التاسع، تم وضع الأشرعة مثلثية الشكل بشكلٍ أساسي كجزء من التركيب القياسي للقادس. وكان هذا النوع من الأشرعة أكثر تعقيدًا ويتطلب طاقم سفينة أكبر للتعامل معه عن تركيب الشراع المربع، ولكن لم يسبب ذلك مشكلةً في القوادس المُثقلة بالرجال. وعلى عكس تركيب الشراع المربع، فإن سارية الشراع مثلثية الشكل لا تدور حول الصاري. ولتغيير وجهات السفينة يجب رفع السارية بالكامل، والتي تكون عادةً أطول من الصاري نفسه، فوق الصاري وعلى الجانب الآخر، وهذا العمل يُعد مناورة معقدة كما أنه يستغرق وقتًا طويلاً.

## الاستراتيجية والأساليب المُتبعة لتنفيذها
في العصور الأولى من الحروب البحرية، كان اقتحام السفينة هو السبيل الوحيد أمام قرار خوض اشتباك بحري، ولكن لا يُعرَف سوى القليل فالأقل من الأساليب المُتبعة. وفي أول معركة بحرية سجلها التاريخ، انتصرت قوات الفرعون المصري رمسيس الثالث، في معركة الدلتا انتصارًا ساحقًا أمام قوة مؤلفة من مجموعة غامضة تُعرف باسم شعوب البحر. وكما هو موضح في النقوش التذكارية للمعركة، أطلق الرماة المصريون من السفن ومن الشواطيء المجاورة للنيل وابلاً من الأسهم على سفن العدو. وأثناء ذلك انشغلت القوادس المصرية باقتحام سفن شعوب البحر ثم قلبها عن طريق أحبال متصلة بخُطافات مراسي تم إلقاؤها في حبال الأشرعة والصواري.

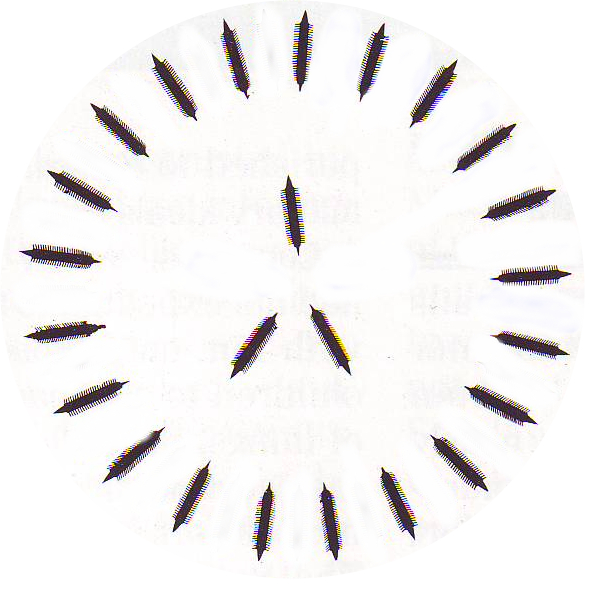
إعادة بناء تخطيطي لدائرة دفاعية من القوادس عند النظر إلى الأعلى.

بدأ استخدام تقنية القتال بالمدكات في حوالي القرن الثامن قبل الميلاد حين أصبحت القوادس الحربية تُزوَّد بمدكاتٍ برونزية ثقيلة. وقد أوضحت تسجيلات الحروب الميدية (حروب الفرس) في بداية القرن الخامس قبل الميلاد، والتي خلدها المؤرخ القديم هيرودوت (484-25 قبل الميلاد)، أن أساليب القتال بالمدكات تطورت بين اليونانين. وإما أن تصطف السفن في شكل خطٍ رأسي، سفينة تلو الأخرى، أو في شكل خطٍ أفقي، كل سفينة بجانب الأخرى، حسب الوضع التكتيكي والجغرافيا المحيطة. وهناك طريقتان أساسيتان للهجوم:: اقتحام خط العدو فيما يُسمى (بالاختراق) أو تطويق سفن العدو فيما يُسمى (بالطواف). وتتضمن طريقة الاختراق هجومًا مكثفًا من الخط الرأسي بهدف إحداث منطقة للمرور في خط العدو تسمح باقتحام القوادس له، ثم تنعطف للهجوم على خط العدو من الخلف. أما طريقة الطواف فتتضمن تطويق العدو أو الالتفاف حوله لمهاجمتهم في المؤخرة الضعيفة أو بجانب خطهم العرضي. وفي حالة امتلاك أحد الطرفين لسفنٍ أبطأ من المملوكة للعدو، فمن الأساليب الشائعة تشكيل دائرة من السفن تشير فيها المقدمات إلى الخارج وبالتالي لا يستطيع العدو تطويقهم. وعند إعطاء الإشارة، يمكن للدائرة أن تتفرق في كل الاتجاهات كي تحاول إسقاط سفن العدو المنفردة الواحدة تلو الأخرى. ولمواجهة هذا التشكيل، يقوم الجانب المُعرَّض للهجوم بتشكيل دائرة سريعًا ثم يفتعل هجمات يبحث من خلالها على ثغراتٍ في خط العدو لاستغلالها.
لقد كان القتال بالمدكات نفسه يحدث من خلال إحداث تحطيم في مؤخرة أو جانب إحدى سفن العدو عن طريق خرق الألواح الخشبية. وهذا لا يؤدي في الواقع إلى غرق قادس قديم إلا إذا كان مُثقلاً بحمولاتٍ ومخزونات. فمع الحمولة العادية كان القادس قابلاً للطفو بما فيه الكفاية ليطفو، حتى وإن كان ذا هيكلٍ مخروق. وبإمكان هذه السفينة أيضًا المناورة لبعض الوقت طالما لم يكن المُجدّفون عاجزين، ولكنها ستفقد قدرتها على التحرك تدريجيًا ثم تصبح غير مستقرة كلما غمرتها المياه. وربما يحاول الجانب المنتصر سحب السفن الثقيلة المغمورة بالمياه بعيدًا واعتبارها غنائم. ومن الطرق الأخرى التي تجعل السفن غير قادرة على التحرك هي كسر مجاديف سفن العدو مما يجعلها أهدافًا سهلة. وفي حالة عدم إمكانية استخدام تقنية القتال بالمدقات أو عدم نجاحها ، يحاول باقي الجنود الذين على متن السفينة أن يقتحموا سفينة العدو ويقوموا بأسرها من خلال ربطها بحديد المراسي. بالإضافة إلى إطلاق قذائف سواء بواسطة القوس والسهم أو الرماح، في محاولةٍ لإضرام النار بسفينة العدو عن طريق إلقاء القذائف الحارقة أو سكب محتوى قدور مشتعلة بالنيران مربوطة بمقابض طويلة، من المعتقد أنه كان يتم استخدامها خاصةً أن الدخان الصاعد من تحت ظهر السفينة سيؤدي بسهولة إلى إعاقة المُجدّفين.
اعتمدت السرعة الضرورية لتحقيق تأثير ناجح على زاوية الهجوم؛ فكلما كبُرت الزاوية، قلت السرعة المطلوبة. فتكفي أربع عُقد لاختراق الهيكل عند ستين درجة، ولكن تزداد السرعة إلى ثماني عُقد عند ثلاثين درجة. وفي حالة تحرك الهدف لسببٍ ما تجاه المهاجم، يتطلب الأمر تقليل السرعة، خاصةً إن كانت الضربة ستأتي باتجاه وسط السفينة. وبدأت القوادس الحربية في تطوير الهياكل الثقيلة تدريجيًا من خلال دعم السفينة بعوارض عند خط المياه، حيث المكان الذي سيضرب المدك فيه السفينة في الغالب. ومع ذلك، تم العثور في التسجيلات التاريخية على أسلوب مضاد لهذه العوارض استخدمه قادة سفن جزيرة رودس وهو تصغير زاوية مقدمات السفن لضرب سفن العدو تحت حزام خط المياه المُدعَّم. وبجانب القتال بالمدكات، فإن كسر مجاديف سفن العدو مثل طريقةً لإعاقة تحرك السفينة، وبالتالي تسهيل عمل المدكات وإتمام الهجوم بنجاح.
على الرغم من محاولات مجابهة السفن الثقيلة التي تتزايد بشكلٍ مستمر، قام المقدونيون والرومان الذين كانوا قوى برية في الأساس باستبدال السفن الثقيلة بأساليب المدقات في القرون الأخيرة قبل الميلاد. وسيطر القتال يدًا بيدٍ بأعدادٍ كبيرة من جنود المشاة مدعومًا بمجانيق محمولة على متن السفن على شكل القتال أثناء العصر الروماني، وصاحب هذه الحركة تحولاً إلى استخدام سفنٍ أثقل بمعدات تجذيف أكبر ورجال أكثر للمجداف الواحد. وعلى الرغم من أن هذا التحول أدى إلى تقليل التحرك بشكلٍ كبير، إلا أنه كان يتطلب في الوقت ذاته مهارة أقل من المُجدفين الفرادى. ومن ثمَّ أصبحت الأساطيل أقل اعتمادًا على المُجدفين بعد خبرة كل هذه السنوات في طريقة استعمال المجداف.

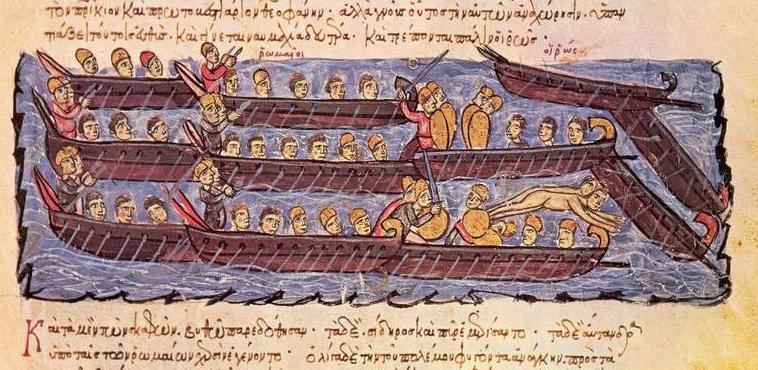
يصد الأسطول البيزنطي الهجوم الروسي على القسطنطينية في عام 941. تلفّ السفن العداءة البيزنطية حول السفن الروسية وتقوم بتكسير مجاديفها عن طريق مرافئها.

### العصور الوسطى
اختفت أساليب قتال المدكات تمامًا في أواخر العصور القديمة، أي في القرون الأولى بعد الميلاد، وفي هذه الأثناء بدأ التعرف على السفن ثلاثية المجاديف الأصلية بسرعتها العالية وقدرتها على التحرك بصورةٍ أفضل. وحلَّ مرفأ طويل محل المدك في مقدمة السفينة تم تصميمه لكسر المجاديف والعمل كقاعدة داخلية لاقتحام سفن العدو. ولم يتبقَ من أمثلة أساليب القتال بالمدكات سوى إشاراتٍ بائدة من محاولات الاصطدام بالسفن بهدف قلبِها على جانبها.
انتعشت الأعمال الضخمة للأساطيل بعد انهيار الإمبراطورية الرومانية الموحدة. استخدم الأسطول البيزنطي، أضخم أسطول حربي في البحر الأبيض المتوسط طوال معظم بداية العصور الوسطى، تشكيلاتٍ هلالية تجعل السفينة الرئيسية في المركز والسفن الثقيلة في طرفي الهلال من أجل التخلص من جناحي أسطول العدو. واستخدمت الأساطيل العربية، فيما يُعتقد، أساليبًا مشابهة في الفترة التي حاربوا فيها بشكلٍ متكرر منذ القرن السابع فصاعدًا. وكان البيزنطيون أول من استخدم نار الإغريق كسلاح بحري، وهي سائل حارق شديد الفاعلية. ويمكن إطلاقها من خلال أنبوب معدني أو مِثْعَب يصب في مقدمات السفن، وهو يشبه قاذفة اللهب الحديثة. وتُعد خصائص نار الإغريق قريبةً من سائل نابالم، كما كانت مفتاحًا لكثيرٍ من الانتصارات البيزنطية العظيمة. وفي عام 835، انتشر سلاح نار الإغريق ووصل إلى العرب، الذين زودوه بحراقاتٍ، «سفن تطلق النار».

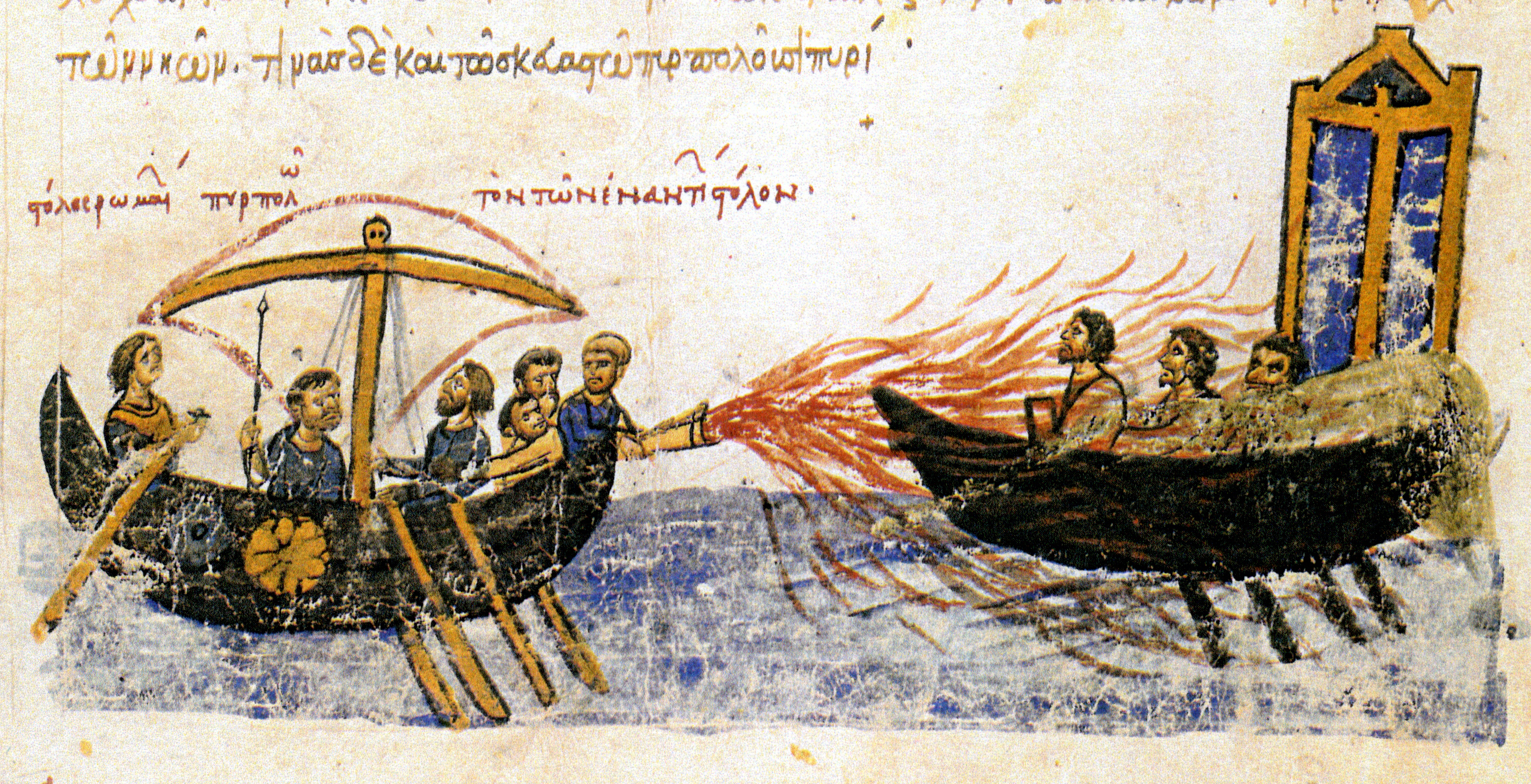
سفينة بيزنطية تهاجم باستخدام نار الإغريق. مخطوطة مدريد لسكيليتزيس، من القرن الحادي عشر.

حين يقترب الأسطولان من بعضهما بما فيه الكفاية يبدأ تبادل القذائف، ويتنوع ما بين القذائف القابلة للاشتعال والسهام والكرات الحديدية الشائكة والرماح. ولا تهدف هذه العملية إلى إغراق السفن، بل تستنزف صفوف طواقم سفن العدو قبل الشروع في الاقتحام الذي يقرر النتيجة. وعند الحكم على قوة العدو بأنها تقل بشكلٍ كافٍ، يقترب الأسطولان من بعضهما ثم يتشابكان وبعد ذلك تقتحم مشاة البحرية والصف الأعلى من المُجدّفين ظهر سفينة العدو ومن ثَمَّ يبدأ العراك بالأيدي. وكان العبء الأكبر للقتال، في القوادس البيزنطية، يقع على كاهل القوات كاملة التسليح وكذلك القوات المُدرعَّة التي تُسمى الهوبليتس أو الكاتافراكت. وربما تقوم هذه القوات بمحاولة طعن المُجدّفين من خلال منافذ المجاديف كي يقل تحرك السفينة ثم تلحق بعد ذلك بالعراك. وفي حالة عدم وجود جدوى من اقتحام السفينة، يمكن دفع سفينة العدو بعيدًا بالعُصيّ.
استمرت القوات البحرية في العصور الوسطى لاحقًا في استخدام أساليب مشابهة، كان فيها الخط الأفقي هو التشكيل القياسي. حيث إن تصميم القوادس يجعلها تقاتل من ناحية مقدمة السفينة، وفي أضعف حالاتها تقاتل من ناحية الجانبين وخاصةً التي تقع منها في المنتصف. أما فيما يخص التشكيل الهلالي الذي استخدمه البيزنطيون، فقد استمر العمل به طوال العصور الوسطى. حيث من الممكن أن يسمح هذا التشكيل لجناحي الأسطول بتحطيم مقدمات سفن العدو ثم الاتجاه مباشرةً إلى جوانب سفنهم عند أطراف التشكيل.

### الفترة الحديثة المبكرة

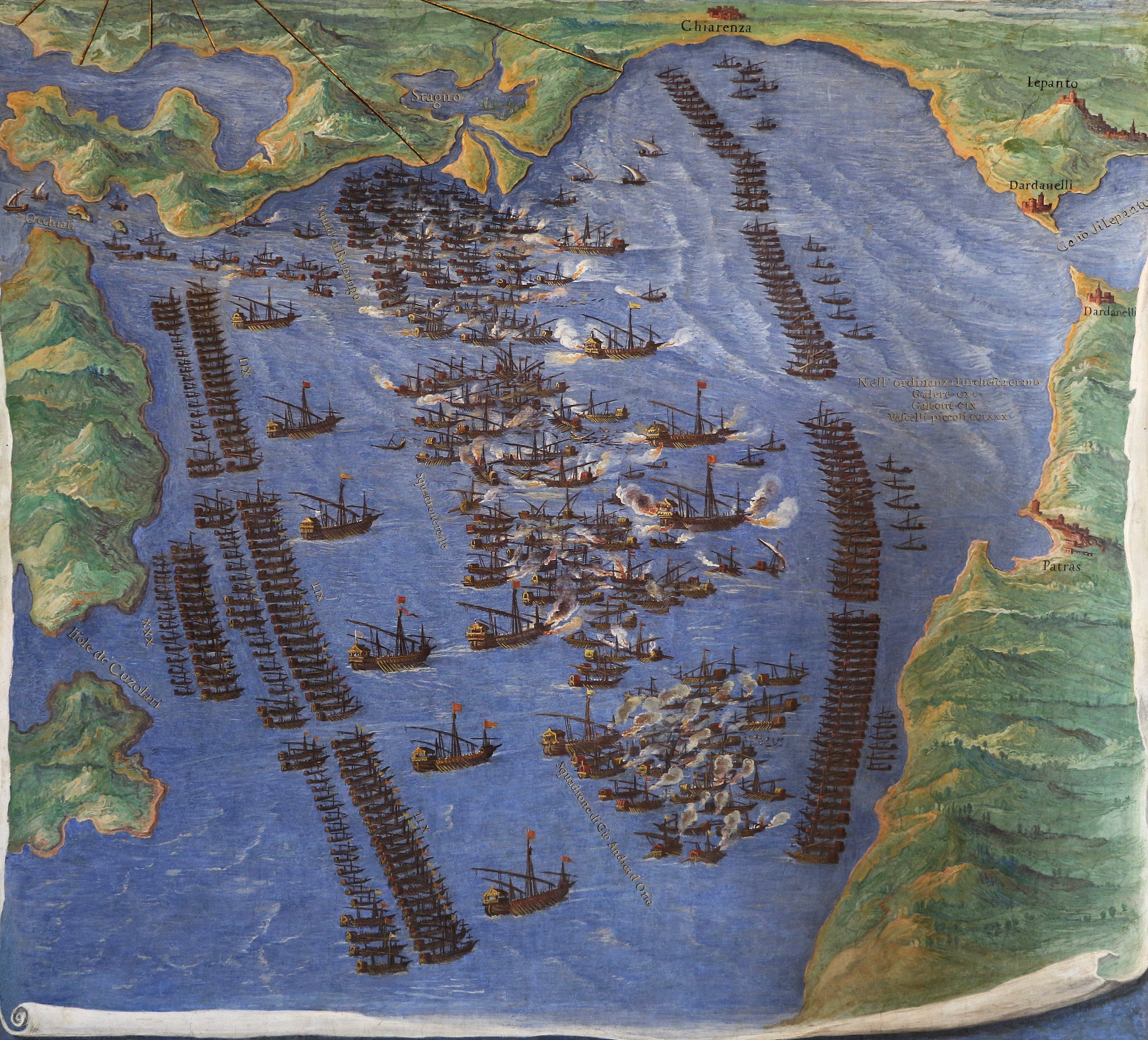
تصوير معاصر لمعركة ليبانتو عام 1571 يوضح التشكيلات الدقيقة للأساطيل المتعارضة. تصوير جصي (فريسكو) في معرض الخرائط في متاحف الفاتيكان.

ظلت الأساليب بشكلٍ أساسي كما هي في الاشتباكات واسعة النطاق بالقادس حتى نهاية القرن السادس عشر. تم إدخال المدافع والأسلحة النارية الصغيرة في حوالي القرن الرابع عشر، ولكنها لم تؤثر فوريًا على الأساليب؛ فقد كان التشكيل الهلالي الأساسي في الخط الأفقي الذي كان يتم اتباعه في معركة ليبانتو عام 1571 هو نفسه التشكيل الذي استخدمه الأسطول البيزنطي تقريبًا منذ ألف عامٍ سابق. فقد ظل سلاح المدفعية إلى حدٍ ما باهظَ الثمنِ ونادرًا، بالإضافة إلى عدم فعاليته بالدرجة الكافية. وبالتالي بقي القادس أكثر سفينةً حربيةً ذات فعالية في البحر الأبيض المتوسط؛ لأنه كان من نوع السفن التي تناسب أعمال اقتحام السفينة وأيضًا سحب العمليات البرمائية إلى داخل البحر، خاصةً تلك العمليات التي كانت ضد الحصون الساحلية التي لا يناسبها بعد المدفعية الثقيلة. في البداية، لم يتم استخدام سلاح المدفعية في القوادس كسلاح مواجهة طويل المدى أساسًا، حيث إن المسافة التي تصبح فيها المدافع المبكرة فعالة هي 500 متر (1600 قدم)، وهي مسافة يمكن أن يصل إليها أي قادس خلال دقيقتين، وتكون أسرع بكثير من المدفعية التي ستعيد الشحن.
يُعد متوسط السرعة التقديرية لقوادس عصر النهضة منخفضًا إلى حدٍ ما، فتصل سرعة القوادس إلى ثلاث وحتى أربع عُقد فقط، وتصل إلى عُقدتين عند حملها لتشكيلات. إلا أنه من الممكن إعطاء السفينة دفعاتٍ قصيرة تصل إلى سبع عُقد خلال مدة زمنية لا تتجاوز العشرين دقيقة، ولكن كان ذلك يحدث فقط على حساب قدرة تحمُل المُجدفين، وبالتالي فهي مخاطرة لأن قواهم ستُستنفد تمامًا. مما جعل أعمال القادس بطيئةً، وخاصةً حين تسير في أساطيل من مائة قادس أو أكثر. وتُعد الجوانب وبالخصوص مؤخرة السفينة، مركز القيادة، هي أضعف نقاط في القادس وأكثر الأهداف تفضيلاً بالنسبة للمهاجم. وإن لم ينجح أي طرف في هزيمة الآخر، تنتهي المعركة على شكل سفنٍ تحطم الأخرى وجهًا لوجه. وحين يبدأ القتال في هيئة قوادس تسد الطريق على بعضها وتقف مقدمات السفن وجهًا لوجه، سينشأ القتال في سفن خط المواجهة الأمامي. إذا لم تقتحم قوات الطرف الآخر السفن الخلفية للطرف الأول، يكون باستطاعة القوات الحديثة أن تدخل في القتال إن عكست اتجاه السفينة وأصبحت المؤخرة في المواجهة. وكانت أسلحة القوادس في القرنين الخامس والسادس عشر تظل في المعركة عادةً حتى آخر دقيقة ممكنة ولا تشن القوادس هجومها قبل التحقق من الوصول إلى أقصى نسبة خسائر قبل بدء العراك. وفي الغالب يكون لذلك تأثيرًا مثيرًا للغاية، كما يوضحه مثال من عام 1528 عندما قتل قادس القائد الجنوي أنطونيو دوريا (Antonio Doria) على الفور أربعين رجلاً على ظهر سفينة دون هوغو دي مونكادا من صقلية في دفعةٍ واحدة من قذائف الباسيليسك، واثنين من أنصاف المدافع وأربعة مدافع أصغر والتي شنت هجومها كله على مقدمة السفينة.

## أمثلة لقوادس موجودة الآن

### سفن أصلية
يحتوي المتحف البحري في إسطنبول على القادس Kadırga (وهي النظير التركي لكلمة «قادس», وأصلها من الكلمة اليونانية البيزنطية katergon), والتي يرجع تاريخها إلى فترة حكم الملك محمد الرابع العثماني (1648–1687). وكان هذا القادس هو السفينة الخاصة للسلطان وظل يبحر حتى عام 1839، ويُفترض أن ذلك القادس هو السفينة الوحيدة المتبقية في العالم، ولكن بلا صواريها. ويبلغ طولها 37 متر، وعرضها 5.7 متر، وهيكلها حوالي 2 متر، وتزن حوالي 140 طنًا، وبها 48 مجدافًا يحركه 144 من المُجدفين.

### إعادات البناء
يوجد إعادة لبناء سفينة عام 1971 وهي سفينة ريل، السفينة الرئيسية الخاصة بـجون النمساوي في معركة ليبانتو (1571)، في المتحف البحري في برشلونة. وبلغ طول السفينة 60 مترًا، وعرضها 6.2 أمتار، وهيكلها 2.1 متر، وتزن فارغةً 239 طنًا، وكان يدفعها 290 مُجدفًا، وتحمل حوالي 400 فرد كطاقم للسفينة، وحاربت الجنود في ليبانتو. وكانت هذه السفينة أكبر من القوادس النموذجية في عصرها بشكلٍ ملحوظ.
وتعمل حاليًا مجموعة تُسمي «أمانة ثلاثية المجاديف»، بالتعاون مع القوات البحرية اليونانية، على إعادة بناء السفينة اليونانية القديمة ثلاثية المجاديف، وهي أوليمبياس.

### اكتشافات أثرية
في عام 1965، تم العثور على بقايا قادس فينيسي صغير غرق عام 1509 في بحيرة غاردا، بإيطاليا. ووجِدت السفينة محترقة ولم يتبقَ منها سوى الهيكل السفلي.
وفي منتصف التسعينات، تم العثور على قادس غرق بجوار جزيرة سان ماركو في بوكامالا، في بحيرة البندقية. ويُعد الأثر سليمًا تقريبًا، ولم يتم انتشاله بسبب التكلفة العالية.

## المُجدّفون
على عكس الصورة المشهورة عن المُجدّفين المقيدين بسلاسل عند المجاديف التي تقدمها أفلام مثل: بن هور، فلا يوجد دليل على استغلال القوات البحرية القديمة للمجرمين المدانين أو العبيد واستخدامهم كمُجدفين، والاستثناء الممكن الوحيد هو في عصر مصر البلطمية.
فتشير الأدلة الأدبية إلى أن القوات البحرية اليونانية والقوات البحرية الرومانية كانت تفضل بوجهٍ عام الاعتماد على رجال أحرار لدفع قوادسهم. ولا يتم وضع العبيد عند المجاديف إلا في الظروف الاستثنائية فقط. ففي بعض الحالات، يتم إعطاء هؤلاء الأشخاص حريتهم منذ ذلك الحين فصاعدًا، في حين أن البعض الآخر يبدأون الخدمة على السفينة كرجالٍ أحرار.
في العصور الوسطى، استمر العمل بالتجديف في القوادس في الغالب باستخدام رجال أحرار، سواء بتجنيدهم أو تأجيرهم. ومثَّل ذلك ميزةً في أن هؤلاء الرجال يمكن تسليحهم وبالتالي ظلت نسبة استكمال القتال لدفع القوة مرتفعة. وبحلول القرن السادس عشر، أصبحت هذه الطريقة صعبة اقتصاديًا، ومن ثَمَّ تزايد استخدام المدانين والعبيد. وأدى ذلك إلى تدهور الكفاءة؛ حيث أصبح مطلوبًا تحميل عدد أكبر من الجنود على ظهر السفينة، وكذلك عمل تغيير في تصميم التجديف كي يتناسب مع المُجدفين الأقل مهارة.
وفي بداية العصر الحديث، اعتادت قوى البحر الأبيض المتوسط على إرسال المجرمين المدانين للتجديف في القوادس الحربية الخاصة بالدولة، وبدأ ذلك في أوقات الحرب. عاش عبيد القادس ظروفًا غير صحية نهائيًا ومات الكثير منهم حتى لو تم إرسالهم لبضع سنين فقط، وهذا طبعًا في حالة نجاتهم من غرق السفينة والموت في المعركة بالمقام الأول.
كان يتم استخدام أسرى الحرب عادةً كعبيد في القادس. ويوجد العديد من الشخصيات التاريخية المشهورة التي خدمت كعبيد في القوادس بعد أن أسرها العدو، ومن بينهم: القبطان العثماني والأميرال درغوث رئيس والسيد الأكبر المالطي جان دى لافاليت.

## وصلات خارجية
- John F. Guilmartin, «توضيح أساليب معركة ليبانتو: تأثير العوامل الاجتماعية والاقتصادية والسياسية على القتال بالقادس في القرن السادس عشر». نقاش تفصيلي عن القتال بالقادس في معركة ليبانتو
- (بالإسبانية) Rafael Rebolo Gómez - "The Carthaginian navy"., 2005, Treballs del Museu Arqueologic d'Eivissa e Formentera.
- "Some Engineering Concepts applied to Ancient Greek Trireme Warships" نسخة محفوظة 19 فبراير 2020 على موقع واي باك مشين., John Coates, University of Oxford, The 18th Jenkin Lecture, 1 October 2005.